# 銚子電気鉄道線
銚子電気鉄道線（ちょうしでんきてつどうせん）は、千葉県の銚子駅と外川駅とを結ぶ銚子電気鉄道の鉄道路線である。全線が銚子市内にあり、関東地方の最東端である犬吠埼の近くを通る。路線記号はCD。
2025年4月1日から犬吠崖っぷちラインの愛称が付けられた（2026年3月末までの予定）。

## 路線データ
- 路線距離（営業キロ）：6.4km
- 軌間：1,067mm
- 駅数：10駅（起終点駅含む）
- 複線区間：なし（全線単線）
- 電化区間：全線（直流600V　架空電車線方式（直接吊架式））
- 閉塞方式：自動閉塞式（銚子 - 仲ノ町間）、票券閉塞式（仲ノ町 - 笠上黒生間）、スタフ閉塞式（笠上黒生 - 外川間）
- 最高速度：40km/h[1]
- IC乗車カード対応区間：なし

## 歴史
- 1913年（大正2年）12月28日 - 地元の有志などによって設立された銚子遊覧鉄道の手により、銚子 - 犬吠間が開業（1067mm軌間・蒸気動力）。
- 1917年（大正6年）11月21日 - 経営が赤字続きであり、また第一次世界大戦が勃発して鉄の価格が高騰したことから、銚子遊覧鉄道線としては開業わずか4年目にして廃止となり、レールは鉄材として売却された。
- 1918年（大正7年）7月15日 - 銚子遊覧鉄道の廃線跡が、地元の旅館送迎バス専用道路となる。
- 1923年（大正12年）7月5日 - 銚子遊覧鉄道の設立構成員によって再び設立された銚子鉄道が、銚子遊覧鉄道の廃線跡を転用し、銚子 - 犬吠 - 外川間を開業させる（1067mm軌間・非電化、外川まで延長したのは漁港があったため）。
- 1925年（大正14年）7月1日 - 直流600Vで電化。笠上黒生駅開業。増資75000円を伊那電気鉄道が引受け筆頭株主となる[4]。
- 1931年（昭和6年）6月21日 - 君ヶ浜駅開業。
- 1935年（昭和10年）8月14日 - 灯台前駅開業。
- 1942年（昭和17年） - 灯台前 - 外川間の犬吠駅廃止。灯台前駅を犬吠駅に改称。
- 1945年（昭和20年）
  - 7月20日 - 空襲で変電所と車庫が焼失し運転休止。
  - 12月3日 - 国鉄から蒸気機関車を借り入れ、運転再開。
- 1946年（昭和21年）
  - 4月4日 - 変電所復旧（蒲原鉄道から余剰品を購入して復旧[5]）。
  - 6月10日 - 電車運転を再開。
- 1948年（昭和23年）8月20日 - 企業再建整備法により銚子電気鉄道（資本金100万円）を設立し資産を譲渡。銚子鉄道は解散[6]。
- 1955年（昭和30年）4月17日 - 国鉄より乗り入れの毎休日運転の快速列車「房総の休日」号（新宿 - 外川間）運転開始（1960年10月末まで）。
- 1965年（昭和40年）1月6日  - 夜に変電所故障（電動発電機の故障[5]）が発生し1か月間運休。2月6日始発から運行再開。
- 1970年（昭和45年）3月1日 - 西海鹿島駅開業。
- 1984年（昭和59年）2月1日 - 国鉄貨物輸送削減のあおりを受け貨物営業廃止。
- 1990年（平成2年） - この頃より銚子駅待合室、観音駅、君ヶ浜駅、犬吠駅の洋風駅への改築や、車両の塗装変更による、観光路線への転換などを行う「ユネスコ構想」が推進される[7]。ゴリラを模したアル・カッポレというマスコットキャラクターが設定され、職員の着用する上着の胸章や銚子駅の待合室等に描かれた（その後制服改訂や改築により消滅）。
- 1995年（平成7年）
  - 4月1日 - ワンマン運転開始。
  - 6月24日 - 本銚子駅 - 笠上黒生駅間にて、正面衝突事故が発生。乗員・乗客7名が負傷。
- 2010年（平成22年）
  - 3月13日 - ダイヤ改正で30分ヘッドのパターンダイヤを導入。
平日のみ運転されていた早朝1往復を通年運転化。パターンダイヤ化により、平日36往復/日、土曜・休日35往復/日を通年33往復/日に削減（いずれも仲ノ町駅 - 外川駅間の1往復を含む）。
  - 12月4日 - 銚子駅でのJR線との接続改善のためのダイヤ改正によりパターンダイヤ終了。
- 2012年（平成24年）12月20日 - 観音駅付近踏切内で軽自動車と電車の衝突事故が発生。乗員・乗客に怪我は無し[8]。
- 2013年（平成25年）11月21日 - ダイヤ改正により33往復/日から21往復/日に減便。このダイヤ改正により外川発仲ノ町行きが消滅。
- 2014年（平成26年）
  - 1月11日 - 外川発銚子行きの電車が笠上黒生駅構内のポイント上で脱線。2000形2002編成の2両の連結面寄りの台車がそれぞれ脱線していた。負傷者なし[9]。全線運休となる。
  - 1月26日 - 外川11時5分発銚子行きから運行を再開。なお、事故の影響により16往復/日と仲ノ町始発外川行きに減便となる。
  - 4月1日 - ダイヤ改正を実施。19往復/日とする。
- 2015年（平成27年）12月1日 - ネーミングライツによる駅名愛称の運用開始[10][11]。
- 2025年（令和7年）4月1日 - 路線愛称「犬吠崖っぷちライン」を使用開始（2026年3月末までの予定）[3]。

## 運行形態
全列車が各駅停車で、ほぼ全列車が銚子 - 外川間の運転である。2010年3月13日のダイヤ改正より早朝と下り終電をのぞいて1時間につき2本・30分間隔のパターンダイヤとなっていたが、同年12月4日のダイヤ改正により、本数はそのままで不均等な間隔（おおむね1時間あたり2 -3本）で運行されていた。2013年11月21日のダイヤ改正により、朝夕ラッシュ以外は1時間に1本（下りは12時台は電車無し）になり、笠上黒生駅での列車交換も、11時台から16時台までの間と19時台以降は行われなくなった。仲ノ町駅に車庫がある関係で朝6時台に仲ノ町発外川行き、夜20時台に外川発仲ノ町行きの区間列車が設定されていたが、20時台の外川発仲ノ町行きは2013年11月21日のダイヤ改正で消滅した。
ワンマン運転を行っているが、銚子 - 笠上黒生間では運賃収受のために車掌が乗務することが多い。また、規模の割に駅員配置駅も比較的多いため、ワンマン運転を行っている他の鉄道路線に比べると運賃箱を使用した運賃収受は少ないといえる。
4月下旬 - 10月上旬の日曜・祝日には、国鉄ワム80000形貨車を改造したオープンデッキ車両（ユ101）を用いたトロッコ列車「澪つくし」号が、1日1往復運行されていた。電車牽引で運転されるため、外川駅では機回しが行われていたが、銚子駅ではそれができないため、その手前の仲ノ町駅で列車最後部に回送車両を1両増結し、銚子駅で客扱いを行った後、今度は銚子駅へ来るとき最前部であった車両を回送車とし、仲ノ町駅で切り離していた。名称は銚子市を舞台に1985年に放送されたNHK朝の連続テレビ小説の『澪つくし』にちなむ。2007年以降はトロッコ車両の安全面の問題から運行されなくなり、その後トロッコ車両は老朽化のため除籍されている。
また、毎年1月1日にJR東日本が初日の出見物客を対象に臨時特急「犬吠初日の出」号や快速「銚子初日の出号」を東京・成田方面から銚子駅まで運転しているが、銚子電気鉄道ではそれに合わせ、犬吠埼へ向かう客のために大晦日の終電の繰り下げ・初電の繰り上げ・朝時間帯の犬吠駅 - 外川駅間運休を伴う特別ダイヤを組んでいる。以前は終夜運転を行っていた。
なお、銚子以外の各駅にはコカ・コーラ（コカ・コーラボトラーズジャパン）の自動販売機が設置されており、自動販売機に設置されている電光掲示板で電車の運行状況を表示している。
社長の竹本勝紀は動力車操縦者（甲種電気車運転免許）の免許を2016年に取得しており、週2回のシフトで運転の業務に就いている。
1955年には国鉄総武本線・成田線経由で新宿駅から直通する「房総の休日号」が運転され、銚子電鉄線内は仲ノ町、笠上黒生、犬吠、外川に停車した。国鉄側が非電化だったことからキハ17形気動車が使われていた。
国鉄との直通運転は、小中学生向け団体臨時列車「自然科学」がキハ20形気動車で運転された際に、観音駅構内のカーブで接触し途中で運転打ち切りとなったのを契機に1960年に取りやめとなった。

## 利用状況

### 輸送実績
銚子電気鉄道線の輸送実績を下表に記す。輸送量は減少している。
表中、最高値を赤色で、最高値を記録した年度以降の最低値を青色で、最高値を記録した年度以前の最低値を緑色で表記している。
| 年度別輸送実績     | 年度別輸送実績             | 年度別輸送実績             | 年度別輸送実績             | 年度別輸送実績             | 年度別輸送実績 | 年度別輸送実績 | 年度別輸送実績 |
| 年 度              | 輸送実績（乗車人員）：万人 | 輸送実績（乗車人員）：万人 | 輸送実績（乗車人員）：万人 | 輸送実績（乗車人員）：万人 | 輸送密度 人/日 | 貨物輸送量 万t | 特 記 事 項    |
| ------------------ | -------------------------- | -------------------------- | -------------------------- | -------------------------- | -------------- | -------------- | -------------- |
| 年 度              | 通 勤 定 期                | 通 学 定 期                | 定期外                     | 合 計                      | 輸送密度 人/日 | 貨物輸送量 万t | 特 記 事 項    |
| 1970年（昭和45年） |                            |                            | 53.7                       | 136.4                      |                |                |                |
| 1975年（昭和50年） | 24.9                       | 65.1                       | 65.0                       | 155.0                      | 2,224          | 2.1            |                |
| 1976年（昭和51年） | 24.0                       | 67.2                       | 64.3                       | 155.5                      | 2,239          | 2.1            |                |
| 1977年（昭和52年） | 21.7                       | 63.0                       | 60.1                       | 145.0                      | 2,114          | 2.3            |                |
| 1978年（昭和53年） | 20.0                       | 59.2                       | 63.1                       | 142.5                      | 2,083          | 2.4            |                |
| 1979年（昭和54年） | 19.6                       | 56.8                       | 64.2                       | 140.6                      | 2,044          | 2.4            |                |
| 1980年（昭和55年） | 20.5                       | 57.1                       | 67.8                       | 145.5                      | 2,161          | 2.2            |                |
| 1981年（昭和56年） | 22.1                       | 56.4                       | 67.6                       | 146.3                      | 2,192          | 2.3            |                |
| 1982年（昭和57年） | 19.3                       | 50.5                       | 69.7                       | 139.5                      | 2,065          | 2.2            |                |
| 1983年（昭和58年） | 19.3                       | 50.2                       | 65.1                       | 134.6                      | 1,936          | 1.9            | 貨物営業廃止   |
| 1984年（昭和59年） | 17.6                       | 49.8                       | 63.8                       | 131.2                      | 1,875          | 0.0            |                |
| 1985年（昭和60年） | 17.0                       | 47.3                       | 69.3                       | 133.6                      | 1,977          | 0.0            |                |
| 1986年（昭和61年） | 14.9                       | 46.8                       | 62.7                       | 124.4                      | 1,810          | 0.0            |                |
| 1987年（昭和62年） | 14.3                       | 43.3                       | 59.2                       | 116.8                      | 1,684          | 0.0            |                |
| 1988年（昭和63年） | 14.2                       | 41.5                       | 56.9                       | 112.6                      | 1,620          | 0.0            |                |
| 1989年（平成元年） | 10.9                       | 38.6                       | 54.8                       | 104.3                      | 1,509          | 0.0            |                |
| 1990年（平成2年）  | 10.5                       | 36.6                       | 56.0                       | 103.1                      | 1,488          | 0.0            |                |
| 1991年（平成3年）  | 11.0                       | 33.1                       | 59.7                       | 103.8                      | 1,529          | 0.0            |                |
| 1992年（平成4年）  | 9.9                        | 31.0                       | 64.7                       | 105.6                      | 1,512          | 0.0            |                |
| 1993年（平成5年）  | 9.4                        | 28.4                       | 66.5                       | 104.3                      | 1,517          | 0.0            |                |
| 1994年（平成6年）  | 7.8                        | 29.2                       | 66.0                       | 103.0                      | 1,524          | 0.0            |                |
| 1995年（平成7年）  | 7.5                        | 28.5                       | 57.2                       | 93.2                       | 1,391          | 0.0            |                |
| 1996年（平成8年）  | 7.3                        | 28.4                       | 55.1                       | 90.8                       | 1,359          | 0.0            |                |
| 1997年（平成9年）  | 7.7                        | 26.5                       | 52.6                       | 86.8                       | 1,306          | 0.0            |                |
| 1998年（平成10年） | 6.8                        | 25.1                       | 51.8                       | 83.7                       | 1,265          | 0.0            |                |
| 1999年（平成11年） | 5.5                        | 24.3                       | 51.3                       | 81.1                       |                | 0.0            |                |
| 2000年（平成12年） | 5.8                        | 22.7                       | 45.4                       | 73.9                       | 1,136          | 0.0            |                |
| 2001年（平成13年） | 5.3                        | 22.0                       | 44.8                       | 72.1                       | 1,124          | 0.0            |                |
| 2002年（平成14年） | 5.4                        | 20.0                       | 41.2                       | 66.6                       | 1,029          | 0.0            |                |
| 2003年（平成15年） | 5.4                        | 20.5                       | 41.5                       | 67.4                       | 1,022          | 0.0            |                |
| 2004年（平成16年） | 5.3                        | 20.1                       | 39.8                       | 65.2                       | 1,001          | 0.0            |                |
| 2005年（平成17年） | 5.0                        | 19.4                       | 41.0                       | 65.4                       | 1,000          | 0.0            |                |
| 2006年（平成18年） | 5.2                        | 16.9                       | 49.2                       | 71.3                       | 1,163          | 0.0            |                |
| 2007年（平成19年） | 5.4                        | 15.8                       | 61.8                       | 83.0                       |                | 0.0            |                |
| 2008年（平成20年） | 5.3                        | 15.0                       | 57.9                       | 78.2                       |                | 0.0            |                |
| 2009年（平成21年） | 4.8                        | 16.0                       | 50.6                       | 71.2                       |                | 0.0            |                |
| 2010年（平成22年） | 4.2                        | 14.0                       | 43.5                       | 61.7                       |                | 0.0            |                |
| 2011年（平成23年） | 3.8                        | 11.8                       | 32.2                       | 47.8                       |                | 0.0            |                |
| 2012年（平成24年） | 4.2                        | 11.2                       | 35.6                       | 51.0                       | 813            | 0.0            |                |
| 2013年（平成25年） | 4.0                        | 10.2                       | 32.6                       | 46.8                       | 746            | 0.0            |                |
| 2014年（平成26年） | 3.7                        | 7.1                        | 28.6                       | 39.4                       | 652            | 0.0            |                |
| 2015年（平成27年） | 2.9                        | 8.0                        | 27.9                       | 38.8                       | 653            | 0.0            |                |
| 2016年（平成28年） | 3.4                        | 6.7                        | 28.3                       | 38.4                       | 657            | 0.0            |                |
| 2017年（平成29年） | 3.6                        | 6.8                        | 27.0                       | 37.4                       | 639            | 0.0            |                |
| 2018年（平成30年） | 3.7                        | 5.6                        | 25.7                       | 35.0                       | 583            | 0.0            |                |
| 2019年（令和元年） | 3.9                        | 4.8                        | 26.6                       | 35.3                       | 593            | 0.0            |                |
| 2020年（令和2年）  | 3.4                        | 2.9                        | 20.9                       | 27.2                       | 506            | 0.0            |                |
| 2021年（令和3年）  | 2.7                        | 3.2                        | 23.6                       | 29.5                       | 558            | 0.0            |                |

鉄道統計年報（国土交通省鉄道局監修）より抜粋

### 営業成績
銚子電気鉄道線の営業成績を下表に記す。
表中、最高値を赤色で、最高値を記録した年度以降の最低値を青色で、最高値を記録した年度以前の最低値を緑色で表記している。
| 年度別営業成績     | 年度別営業成績     | 年度別営業成績     | 年度別営業成績     | 年度別営業成績     | 年度別営業成績     | 年度別営業成績     | 年度別営業成績 | 年度別営業成績 | 年度別営業成績 | 年度別営業成績 | 年度別営業成績 |
| 年 度              | 旅客運賃収入：千円 | 旅客運賃収入：千円 | 旅客運賃収入：千円 | 旅客運賃収入：千円 | 旅客運賃収入：千円 | 貨物運輸 収入 千円 | 運輸雑収 千円  | 営業収益 千円  | 営業経費 千円  | 営業損益 千円  | 営業 係数      |
| ------------------ | ------------------ | ------------------ | ------------------ | ------------------ | ------------------ | ------------------ | -------------- | -------------- | -------------- | -------------- | -------------- |
| 年 度              | 通勤定期           | 通学定期           | 定 期 外           | 手小荷物           | 合 計              | 貨物運輸 収入 千円 | 運輸雑収 千円  | 営業収益 千円  | 営業経費 千円  | 営業損益 千円  | 営業 係数      |
| 1975年（昭和50年） | 26,093             | ←←←←               | 49,131             | 1,407              | 76,631             | 3,208              | 1,760          | 81,599         |                |                |                |
| 1976年（昭和51年） | 28,364             | ←←←←               | 51,960             | 1,604              | 81,928             | 4,080              | 1,477          | 87,485         |                |                |                |
| 1977年（昭和52年） | 35,630             | ←←←←               | 62,340             | 1,811              | 99,781             | 5,649              | 1,910          | 107,342        |                |                |                |
| 1978年（昭和53年） | 34,302             | ←←←←               | 67,059             | 1,536              | 102,897            | 6,260              | 4,269          | 113,427        |                |                |                |
| 1979年（昭和54年） | 35,672             | ←←←←               | 72,144             | 1,340              | 109,156            | 6,925              | 4,646          | 120,729        |                |                |                |
| 1980年（昭和55年） | 37,011             | ←←←←               | 77,024             | 1,055              | 115,090            | 7,076              | 3,391          | 125,558        |                |                |                |
| 1981年（昭和56年） | 43,997             | ←←←←               | 89,174             | 627                | 133,798            | 8,239              | 3,546          | 145,585        |                |                |                |
| 1982年（昭和57年） | 42,222             | ←←←←               | 93,207             | 182                | 135,610            | 8,002              | 5,007          | 148,620        |                |                |                |
| 1983年（昭和58年） | 46,629             | ←←←←               | 97,980             | 136                | 144,745            | 7,153              | 5,908          | 157,805        |                |                |                |
| 1984年（昭和59年） | 45,948             | ←←←←               | 98,045             | 100                | 144,093            | 0                  | 5,942          | 150,035        |                |                |                |
| 1985年（昭和60年） | 44,939             | ←←←←               | 112,492            | 0                  | 157,431            | 0                  | 6,819          | 164,250        |                |                |                |
| 1986年（昭和61年） | 45,493             | ←←←←               | 107,086            | 0                  | 152,579            | 0                  | 6,524          | 159,103        |                |                |                |
| 1987年（昭和62年） | 15,687             | 26,583             | 100,364            | 0                  | 142,634            | 0                  | 7,781          | 150,415        |                |                |                |
| 1988年（昭和63年） | 16,328             | 25,934             | 99,155             | 0                  | 141,417            | 0                  | 8,304          | 149,721        |                |                |                |
| 1989年（平成元年） | 12,929             | 24,519             | 97,180             | 0                  | 134,628            | 0                  | 10,120         | 144,748        |                |                |                |
| 1990年（平成2年）  | 12,470             | 23,228             | 100,274            | 0                  | 135,972            | 0                  | 8,791          | 144,763        |                |                |                |
| 1991年（平成3年）  | 13,428             | 20,641             | 108,810            | 0                  | 142,879            | 0                  | 10,588         | 153,467        |                |                |                |
| 1992年（平成4年）  | 12,230             | 18,768             | 114,276            | 0                  | 145,274            | 0                  | 10,436         | 155,710        |                |                |                |
| 1993年（平成5年）  | 11,366             | 17,286             | 121,562            | 0                  | 150,214            | 0                  | 10,278         | 160,492        |                |                |                |
| 1994年（平成6年）  | 9,858              | 19,077             | 132,437            | 0                  | 161,372            | 0                  | 17,442         | 178,814        |                |                |                |
| 1995年（平成7年）  | 9,725              | 18,817             | 115,653            | 0                  | 144,195            | 0                  | 11,044         | 155,239        |                |                |                |
| 1996年（平成8年）  | 9,109              | 18,851             | 112,071            | 0                  | 140,031            | 0                  | 10,187         | 150,218        |                |                |                |
| 1997年（平成9年）  | 9,046              | 17,717             | 107,967            | 0                  | 134,730            | 0                  | 10,018         | 144,748        |                |                |                |
| 1998年（平成10年） | 7,480              | 17,441             | 107,555            | 0                  | 132,476            | 0                  | 10,049         | 142,525        |                |                |                |
| 1999年（平成11年） |                    |                    |                    | 0                  |                    | 0                  |                | 143,553        |                |                |                |
| 2000年（平成12年） | 7,182              | 15,260             | 94,980             | 0                  | 117,422            | 0                  | 14,512         | 131,934        |                |                |                |
| 2001年（平成13年） | 6,872              | 14,174             | 93,118             | 0                  | 114,164            | 0                  | 19,437         | 133,601        |                |                |                |
| 2002年（平成14年） | 6,677              | 13,110             | 86,050             | 0                  | 105,837            | 0                  | 9,446          | 115,283        |                |                |                |
| 2003年（平成15年） | 6,664              | 13,155             | 85,908             | 0                  | 105,727            | 0                  | 13,952         | 119,679        |                |                |                |
| 2004年（平成16年） | 6,476              | 13,241             | 82,432             | 0                  | 102,149            | 0                  | 8,949          | 111,098        |                |                |                |
| 2005年（平成17年） | 5,922              | 12,470             | 84,115             | 0                  | 102,507            | 0                  | 11,955         | 114,462        |                |                |                |
| 2006年（平成18年） | 6,248              | 10,369             | 101,749            | 0                  | 118,366            | 0                  | 10,782         | 129,148        | 188,798        | △59,650        | 146.2          |
| 2007年（平成19年） |                    |                    |                    |                    |                    |                    |                |                |                |                |                |
| 2008年（平成20年） |                    |                    |                    |                    |                    |                    |                |                |                |                |                |
| 2009年（平成21年） | 6,351              | 10,100             | 107,042            | 0                  | 123,494            | 0                  | 10,934         | 134,428        |                |                |                |

鉄道統計年報（国土交通省鉄道局監修）より抜粋

## 駅一覧
- 全列車普通列車（全駅に停車）
- 線路（全線単線） … ◇：列車交換可、｜：列車交換不可
- 駅員 … ○：配置あり、×：配置なし（無人駅）
- 全駅千葉県銚子市に所在。駅の愛称は2024年9月現在

| 駅番号 | 駅名       | 愛称                                                                 | 駅間キロ | 累計キロ | 線路 | 駅員 | 接続路線                           | 駅周辺                                 |
| ------ | ---------- | -------------------------------------------------------------------- | -------- | -------- | ---- | ---- | ---------------------------------- | -------------------------------------- |
| CD01   | 銚子駅     | 絶対にあきらめない 古着deワクチン 日本リユースシステム株式会社 銚子  | -        | 0.0      | ｜   | ○    | 東日本旅客鉄道：総武本線（成田線） | ヒゲタ醤油                             |
| CD02   | 仲ノ町駅   | パールショップともえ 仲ノ町                                          | 0.5      | 0.5      | ◇    | ○    |                                    | ヤマサ醤油                             |
| CD03   | 観音駅     | 金太郎ホーム 観音                                                    | 0.6      | 1.1      | ｜   | ○    |                                    | 飯沼観音 市立病院 前宿町公園（野球場） |
| CD04   | 本銚子駅   | 上り調子 本調子 京葉東和薬品 本銚子                                  | 0.7      | 1.8      | ｜   | ×    |                                    | 本銚子地区 田原缶詰                    |
| CD05   | 笠上黒生駅 | 髪毛黒生 笠上黒生                                                    | 0.9      | 2.7      | ◇    | ○    |                                    | ハーブガーデンポケット                 |
| CD06   | 西海鹿島駅 | 見えないことで、未来を拓く︎ アシザワ・ファインテック株式会社︎ 西海鹿島 | 0.5      | 3.2      | ｜   | ×    |                                    | 市民センター                           |
| CD07   | 海鹿島駅   | 綿谷 岩雄 海鹿島                                                     | 0.4      | 3.6      | ｜   | ×    |                                    | 海鹿島海水浴場                         |
| CD08   | 君ヶ浜駅   | ロズウェル 君ヶ浜                                                    | 1.1      | 4.7      | ｜   | ×    |                                    | 君ヶ浜                                 |
| CD09   | 犬吠駅     | NEW GINGER "BOW WOW" STATION 岩下の新生姜 犬吠                       | 0.8      | 5.5      | ｜   | ○    |                                    | 犬吠埼 長崎海水浴場                    |
| CD10   | 外川駅     | ありがとう 外川                                                      | 0.9      | 6.4      | ｜   | ○    |                                    | 外川漁港 千葉科学大学                  |

- 仲ノ町駅は列車交換可能であるが、ホームは片側のみの設置であり、同駅で交換を行う列車は設定されていない。

## 運賃・割引乗車券

### 運賃
対キロ区間制。定期運賃平均割引率は通勤定期40%、通学定期60%（1997年改訂）。2019年10月1日改定。
| キロ程    | 運賃（円） |
| --------- | ---------- |
| 初乗り1km | 180        |
| 2         | 210        |
| 3         | 240        |
| 4         | 270        |
| 5         | 300        |
| 6 - 7     | 350        |

※1km未満の端数は切り上げ
Suica・PASMOなどのICカードを使っての乗車（運賃支払い）はできない。

### 弧廻手形（一日乗車券）
初日の出特別体制時を除き、「弧廻手形」（こまわりてがた。路線が円弧を描く形なのでこの名が付いた）という一日乗車券を700円で販売している（特別体制時も「弧廻手形」に相当する一日乗車券が値段を変更して販売される）。同社が発売する「ぬれ煎餅」の犬吠駅での1枚交換券、「地球の丸く見える丘展望館」の1割割引券、「銚子ポートタワー展望室」の1割割引券が付属している。

## 車両

### 現有車両
2025年4月現在、電車8両、電気機関車1両が在籍する。すべての電車がワンマン運転に対応している。

#### 電車

##### 2000形
もと伊予鉄道800系（前身は京王2010系）で、4両2編成が銚子電鉄に入線した。
2007年度時点では、京王3000系電車を種車とする2両編成の車両を2008年中に2編成、2009年度と2010年度に各1編成、計4本8両導入して在来車を更新する計画があった。しかし車体幅が広すぎることや、直流1,500 Vからの降圧対策工事費を勘案した予算計上が困難なことから断念された。代替として、銚子電鉄と同じ直流600 Vの鉄道線で運行しており、京王3000系譲受車での置き換えが決定していた伊予鉄道800系を譲受することとなった。導入時の工事などで1億4,000万程度の予算が見込まれ、そのうち2,000万円を債権化して、1口10万円（200口募集）で車両支援オーナーと命名権を募っている。
伊予鉄道からの車両譲受はデハ800形に次ぐ2例目であり、2009年度内にデハ700形とデハ800形を置き換える予定だったが、諸般の事情により大幅に遅れ、2010年7月24日に営業運転を開始した。銚子電鉄では初めてドアチャイムおよび客室冷房装置を搭載した車両である。
銚子方先頭車のデハ2000形（Mc）と、外川方先頭車のクハ2500形（Tc）からなる2両固定編成を組成する。前面はデハ2000形が非貫通形2枚窓の湘南形、クハ2500形は伊予鉄道時代の改造により、京王5000系電車 (初代)に類似した貫通形3枚窓の意匠を持つ。パンタグラフはデハ2000形の連結面側（外川方）に設置されている。
デハ2001 - クハ2501（廃車）
京王2010系（デハ2070 - サハ2575）として製造され、伊予鉄道800系（モハ822 - クハ852）を経て、銚子電鉄に入線。
車体塗色は当初、京王時代の塗色を復刻したライトグリーン単色塗りであったが、2017年12月にクハ2501のみ青色系のツートンカラーに変更され、翌2018年12月にはデハ2001も同様の塗色に変更された。前面はデハ2001のみ金太郎塗りとなっている。
一時期、デハ2001のパンタグラフがシングルアーム式に換装されていたことがあった。
2018年、大正ロマンをモチーフにした内装に改装され、「金太郎ホーム号 大正ロマン電車」として運行を開始した。
22000形の導入に伴い営業運転を終了し、2024年3月19日に解体・搬出された。
デハ2002 - クハ2502
京王2010系（デハ2069 - サハ2576）として製造され、伊予鉄道800系（モハ823 - クハ853）を経て、銚子電鉄に入線。
車体塗色は当初、アイボリー単色の上にイオン銚子ショッピングセンター（後にイオンモール銚子に改称）のラッピング広告が貼り付けられたものであったが、後に前面に赤帯が追加され、2012年12月にイオンモール銚子のラッピング広告が剥がされた後は、赤帯が側面にまで回り込む塗色となっていた。2013年9月にはデハ2002の先頭部のみ茶色と赤のツートンカラー（旧標準色）が復刻された。
2014年1月に笠上黒生駅で脱線して走行不能になったが、千葉県立銚子商業高等学校の生徒らがクラウドファンディングで費用を集めて修理され、旧標準色に復刻されたうえで2015年4月から営業運転に復帰した。
2022年11月にはデハ2002の車端部に、しなの鉄道169系で使用されていたクロスシートが設置された。同年12月には車両ドアに不具合が生じたため、北陸鉄道8000系の廃車発生品に交換された。

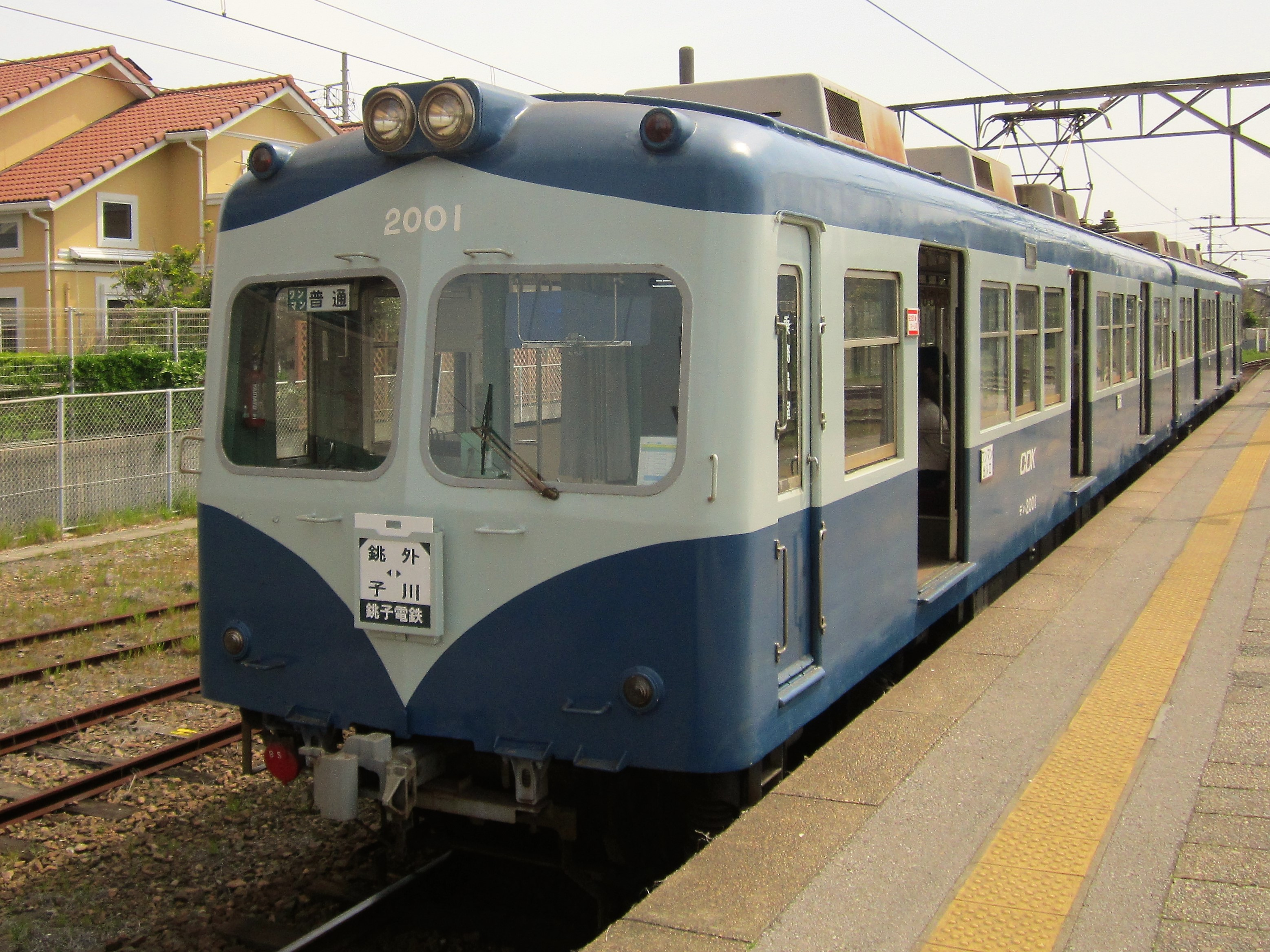
青色系の塗装となった2000形デハ2001 （2019年4月21日 銚子駅）
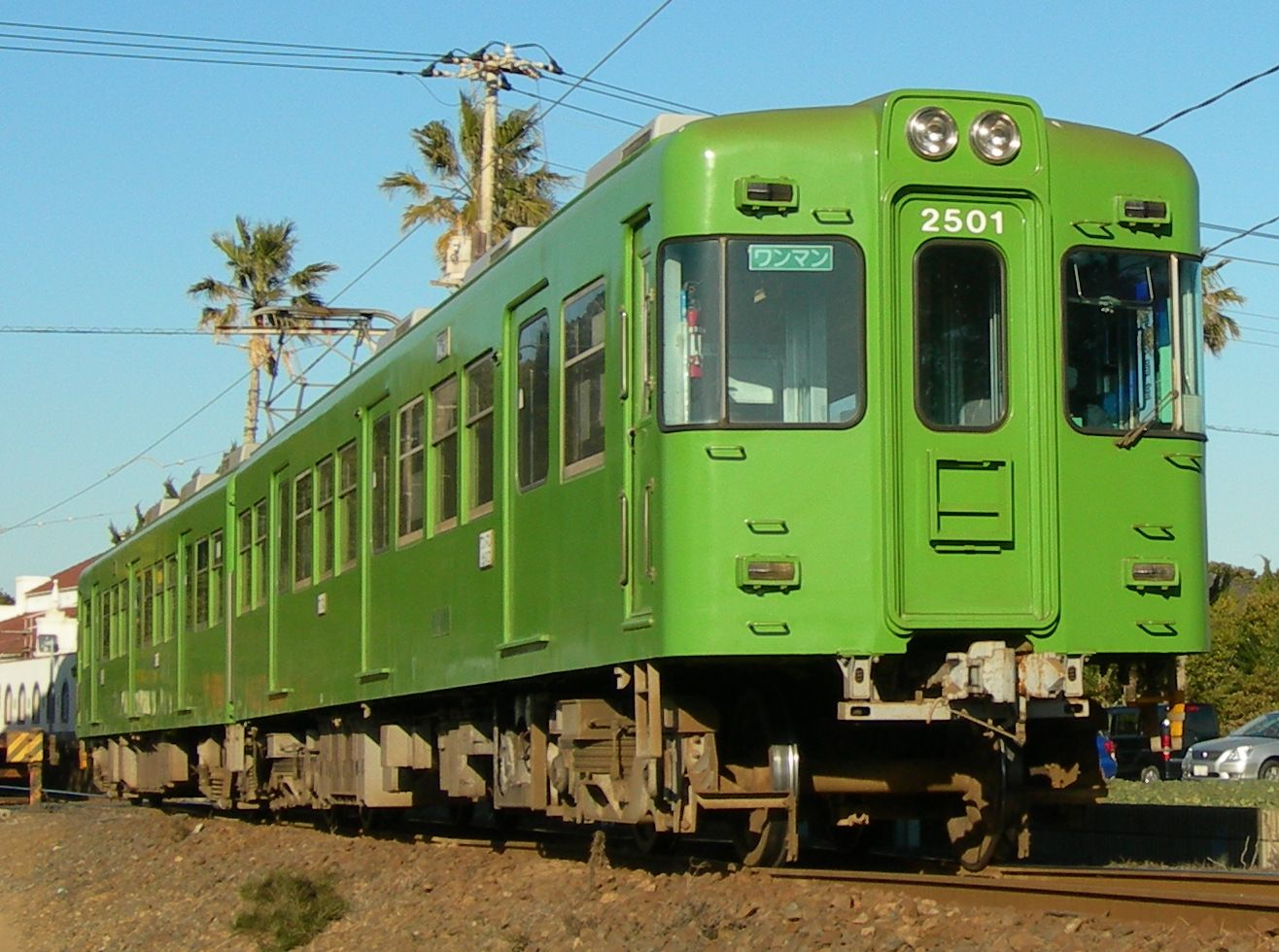
ライトグリーン一色時代の2000形クハ2501 （2011年1月10日 犬吠駅付近）
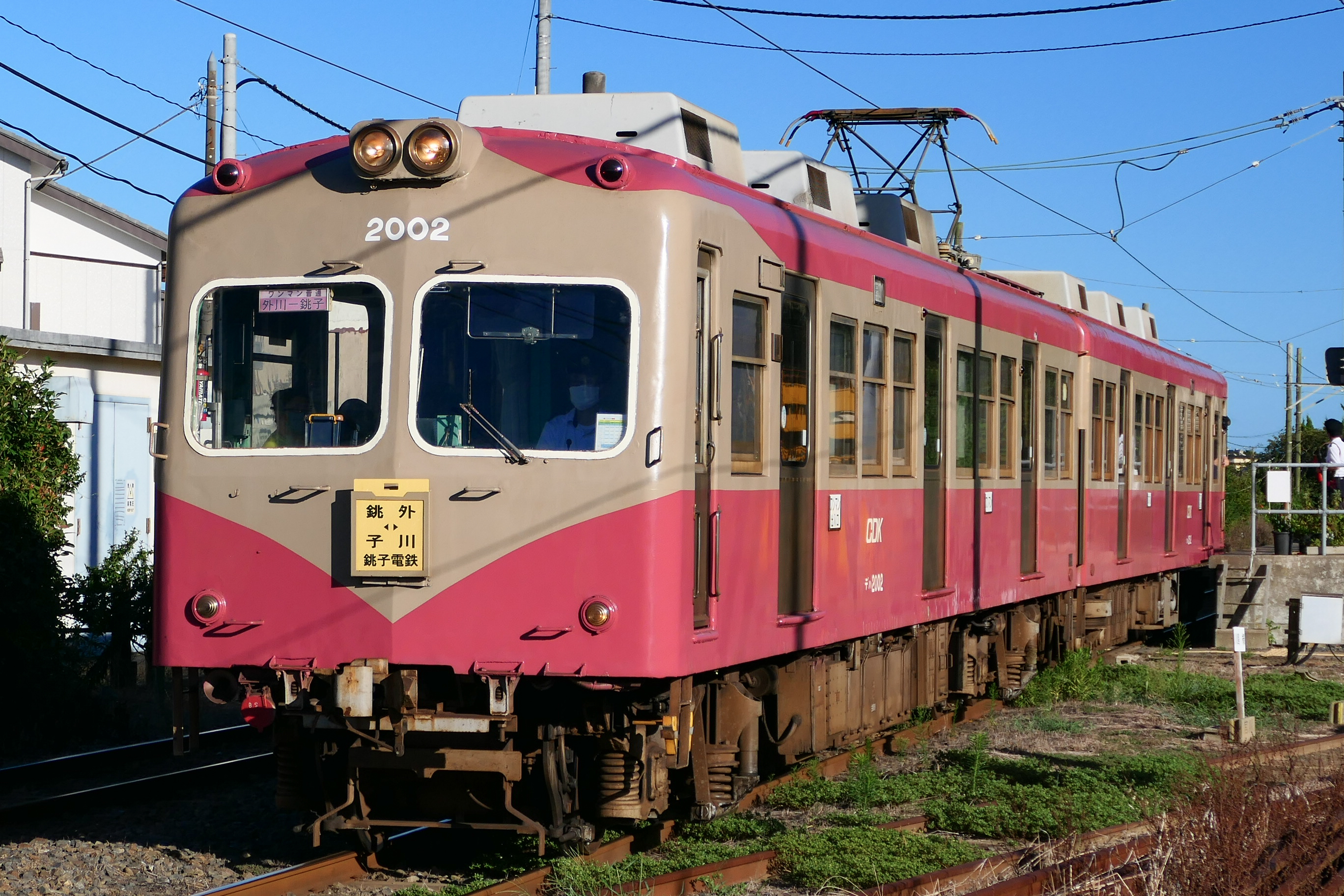
旧標準色塗装となった2000形デハ2002 （2023年8月20日 笠上黒生駅）
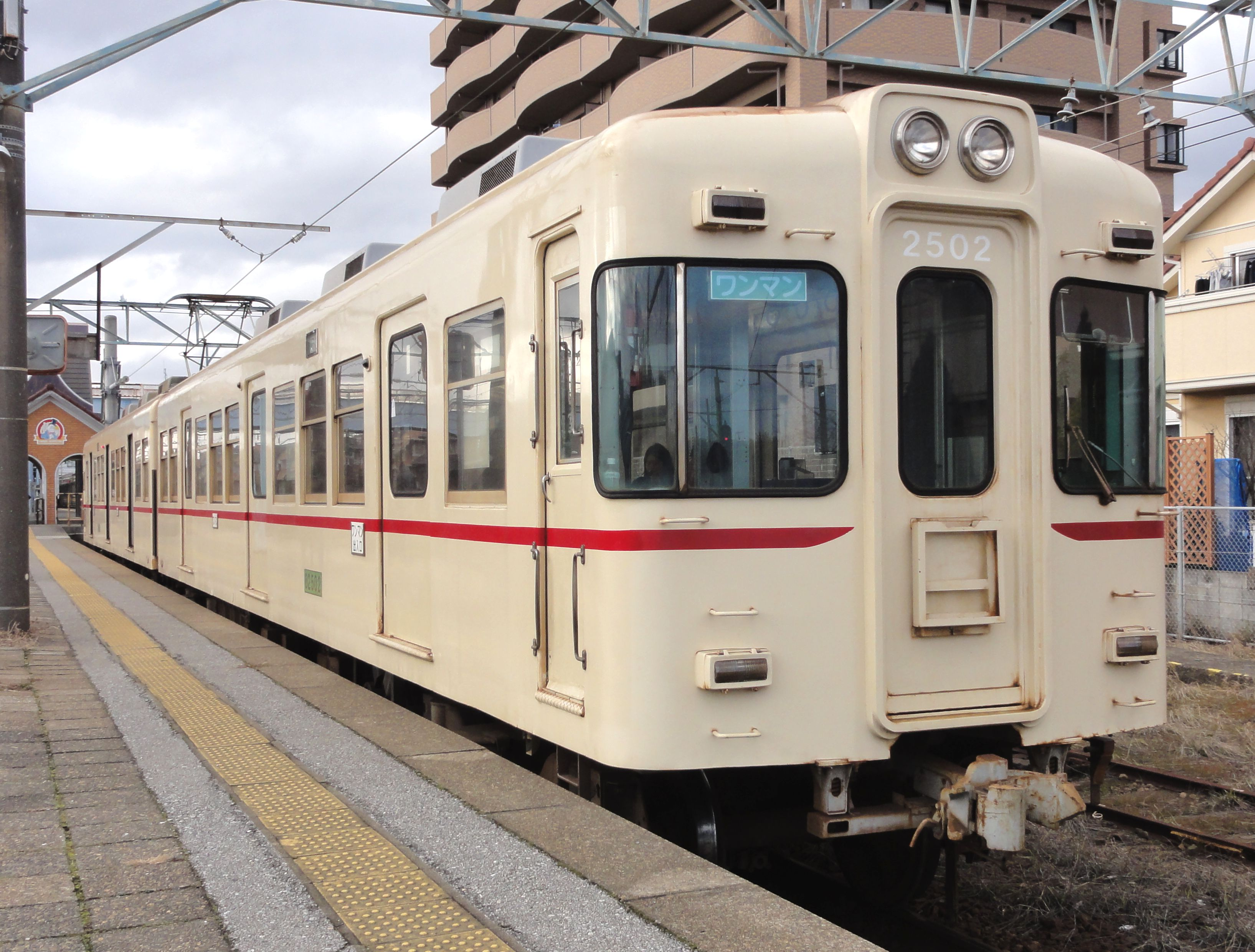
塗色変更後の2002編成（2012年12月29日 銚子駅）
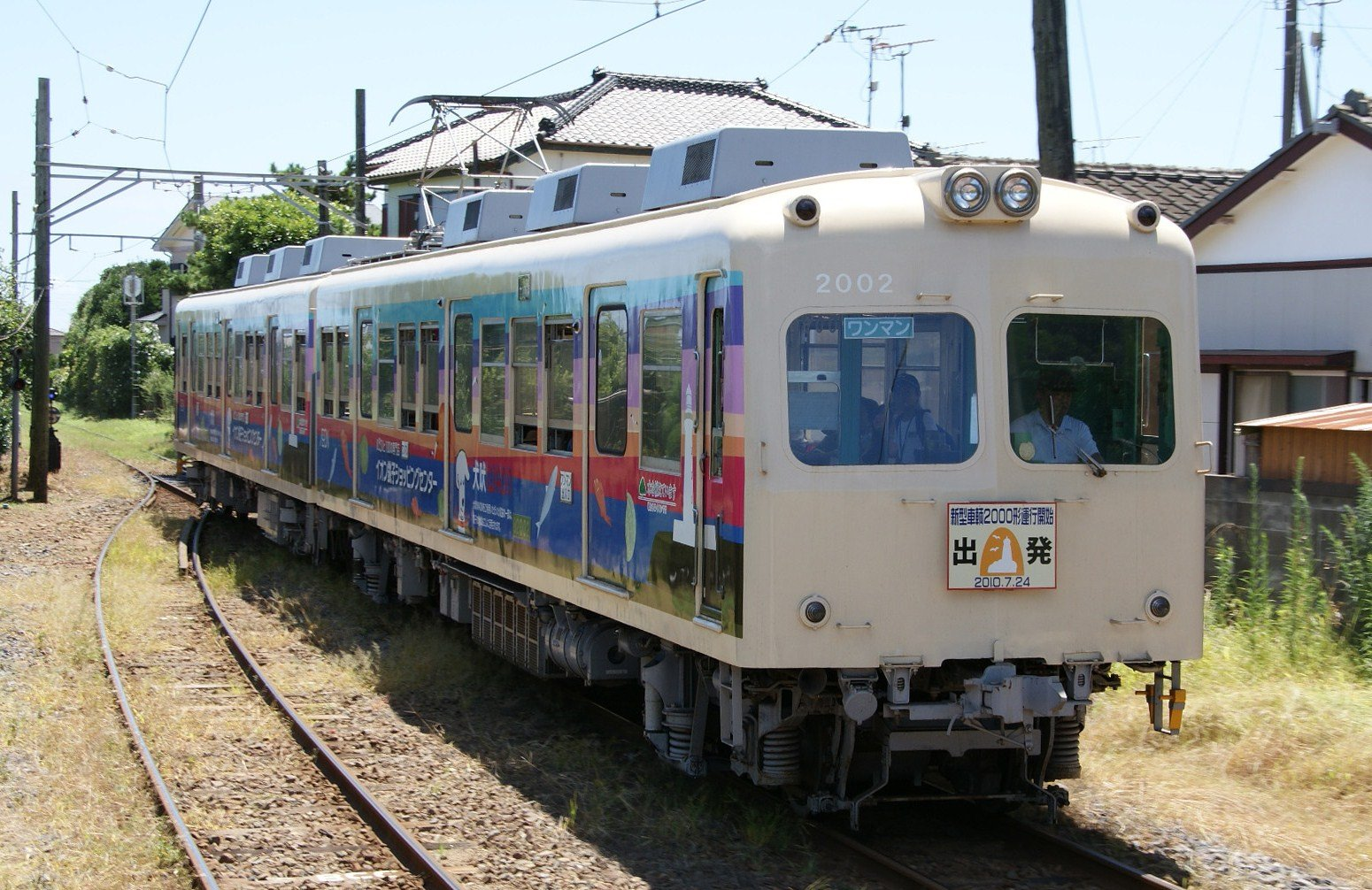
ラッピング広告車時代の2000形2002編成 （2010年8月7日）
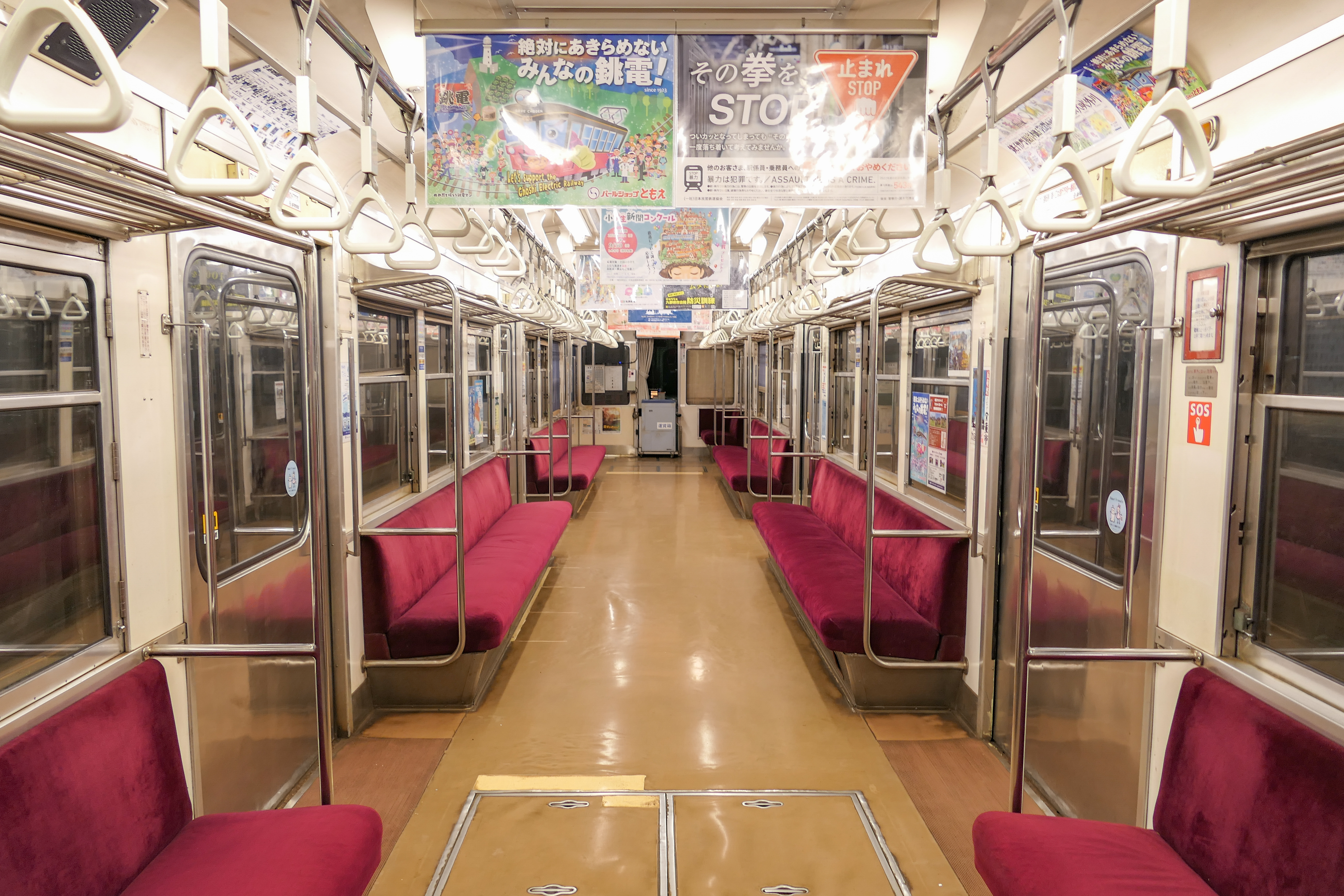
2000形の車内

##### 3000形
デハ3001-クハ3501
京王5100系（デハ5103 - クハ5854）として製造され、伊予鉄道700系（モハ713 - クハ763）を経て、2016年3月26日に銚子電鉄での営業運転を開始した。
塗装は銚子の海をイメージした往年のトロッコ車両ユ101（澪つくし号）を復刻したものとなっている。2022年11月には、クハ3501の車端部に、しなの鉄道から169系で使用されていたクロスシートを譲り受けて設置した。

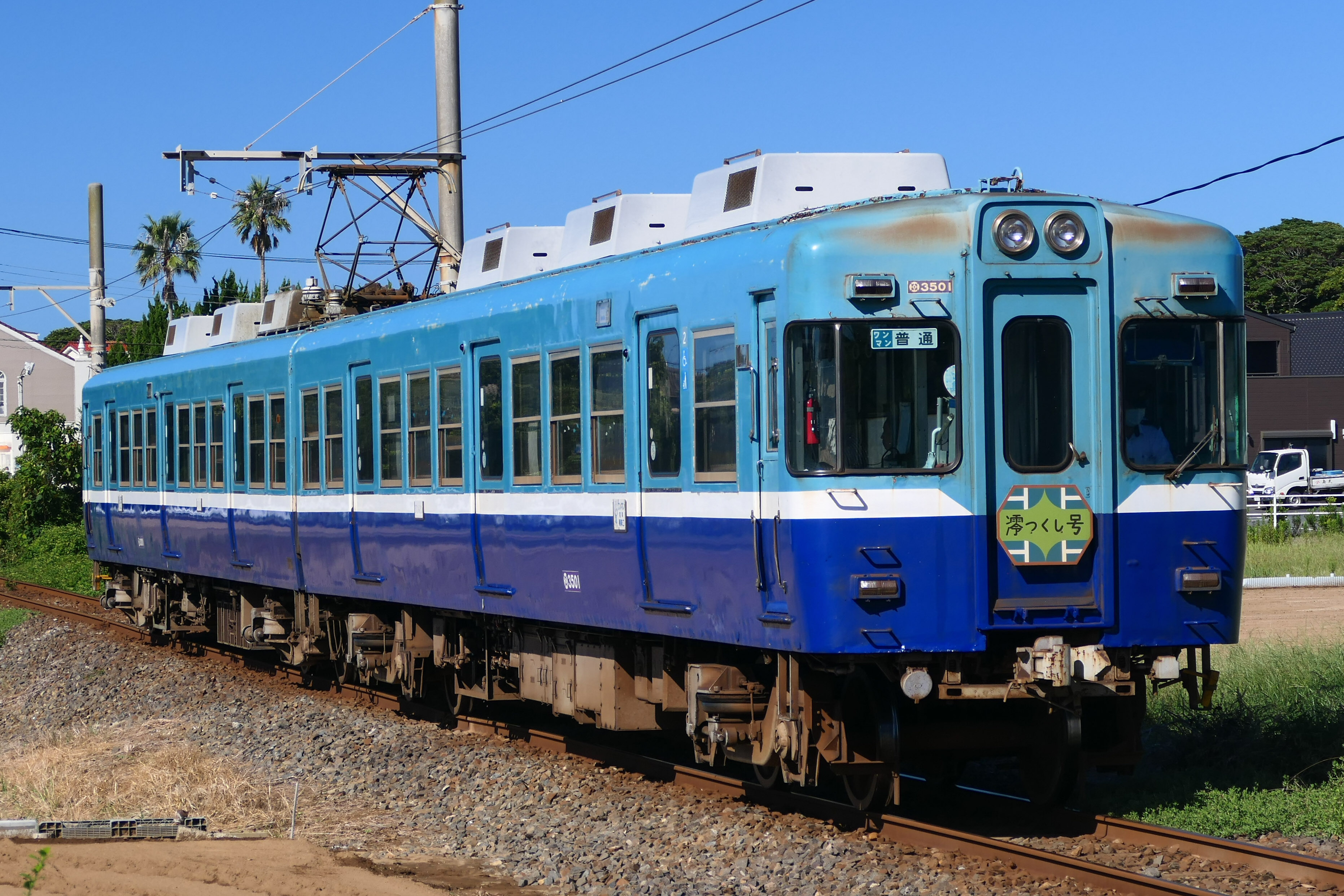
3000形 （2024年9月10日 犬吠駅 - 外川駅間）
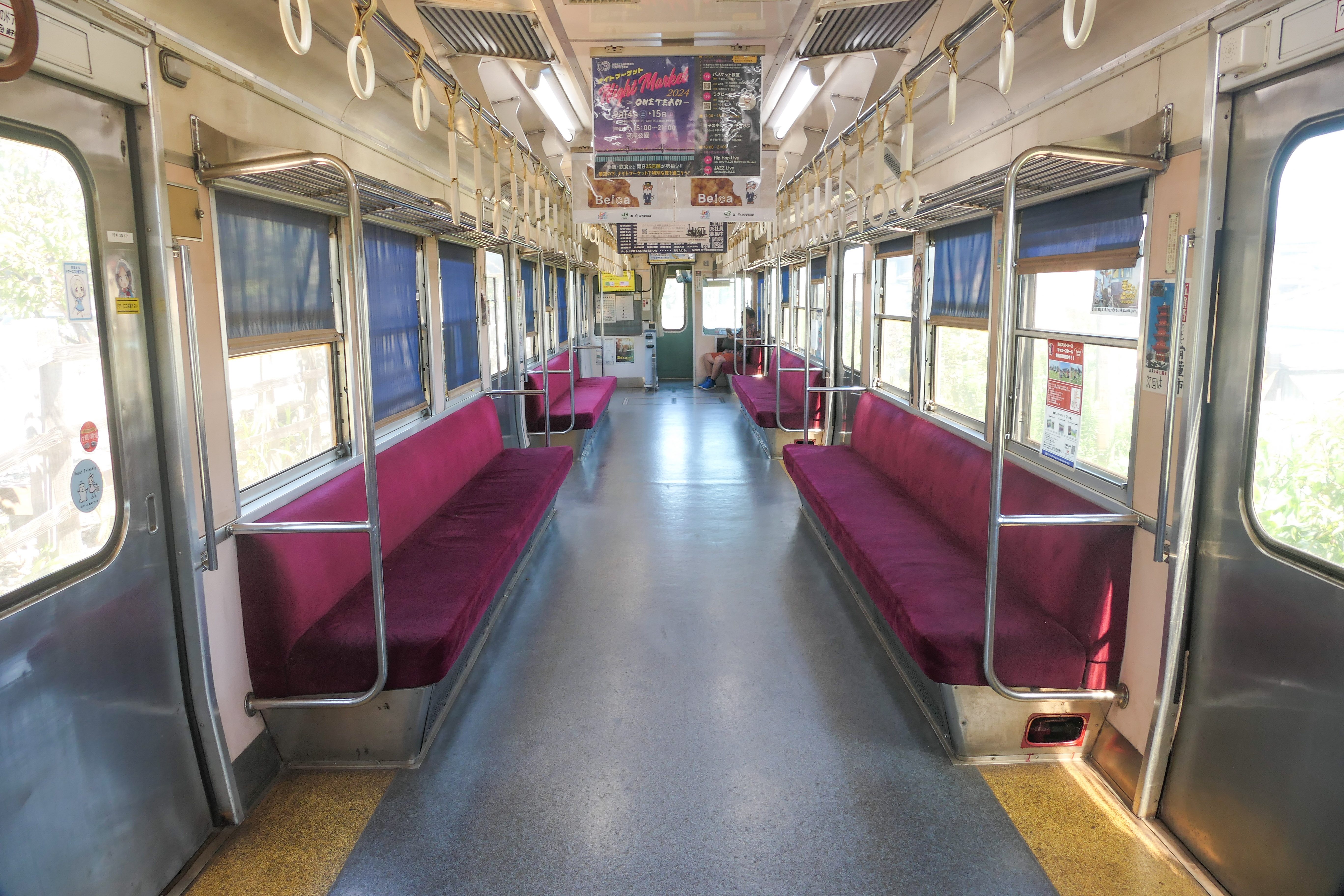
3000形の車内
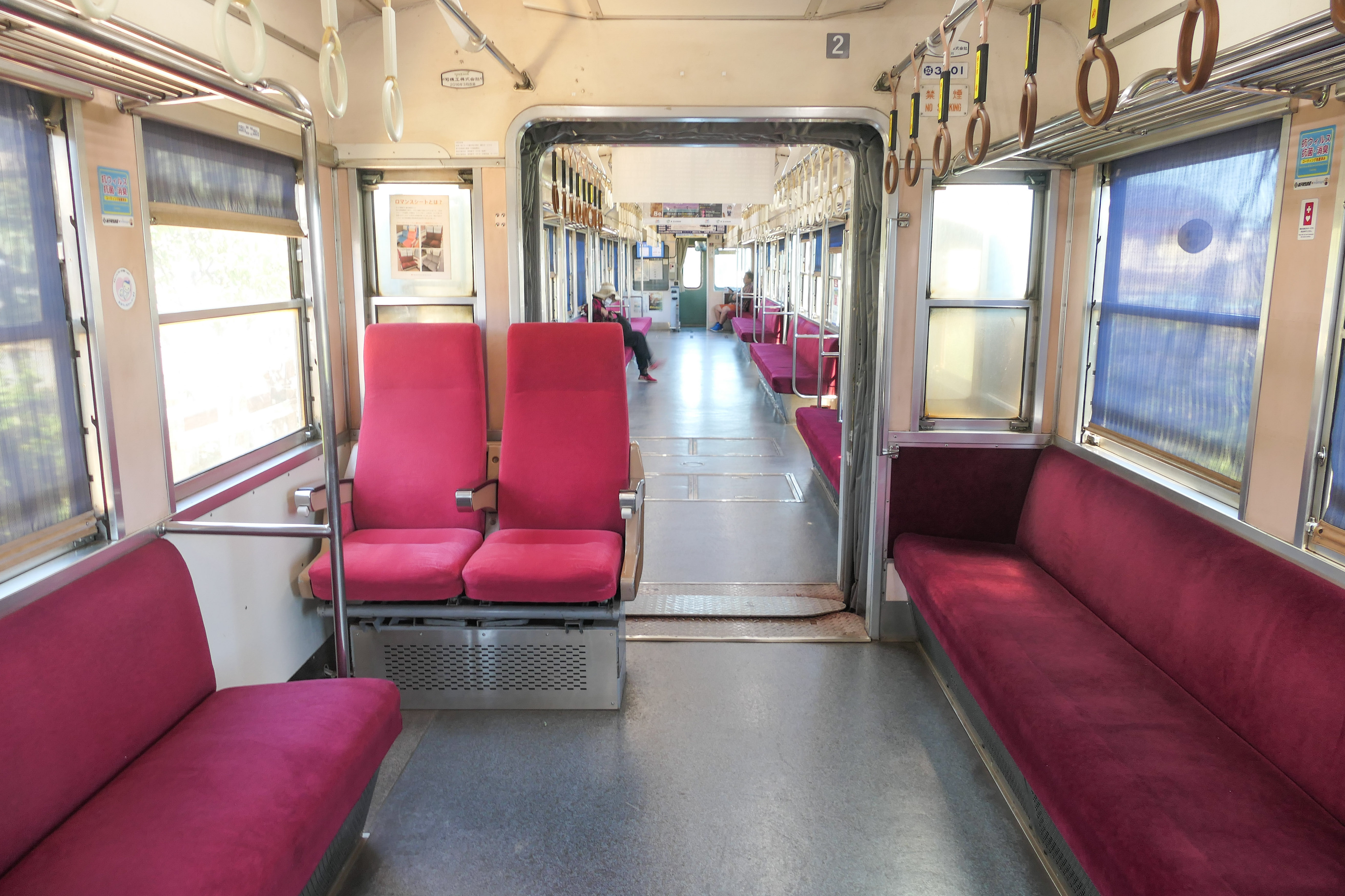
クハ3501のクロスシート

##### 22000形
クハ22007 - デハ22008
もと南海電気鉄道2200系（モハ2202・モハ2252）。京王重機での改造を経て、2024年3月29日に営業運転を開始した。
塗装は、22000系時代のものを復刻したエメラルドグリーンである。愛称は「シニアモーターカー」。デハ1000形以来となる「中古の中古」でない車両である。
クハ22005 - デハ22006
もと2200系モハ2201・モハ2251編成。クラウドファンディングで資金を募集のうえ観光列車として改造され、展望座席やテーブルの設置が行われた。愛称は現在南海電気鉄道も走る紀伊国（現在の和歌山県など）の出身で、外川漁港を築いた漁師崎山次郎右衛門にちなんだ「次郎右衛門」。2025年3月1日に出発式が執り行われ、2025年4月1日に運用が開始された。これにより所有車両が4編成に戻ったことから、増発を含めたダイヤ改正も予定されている。

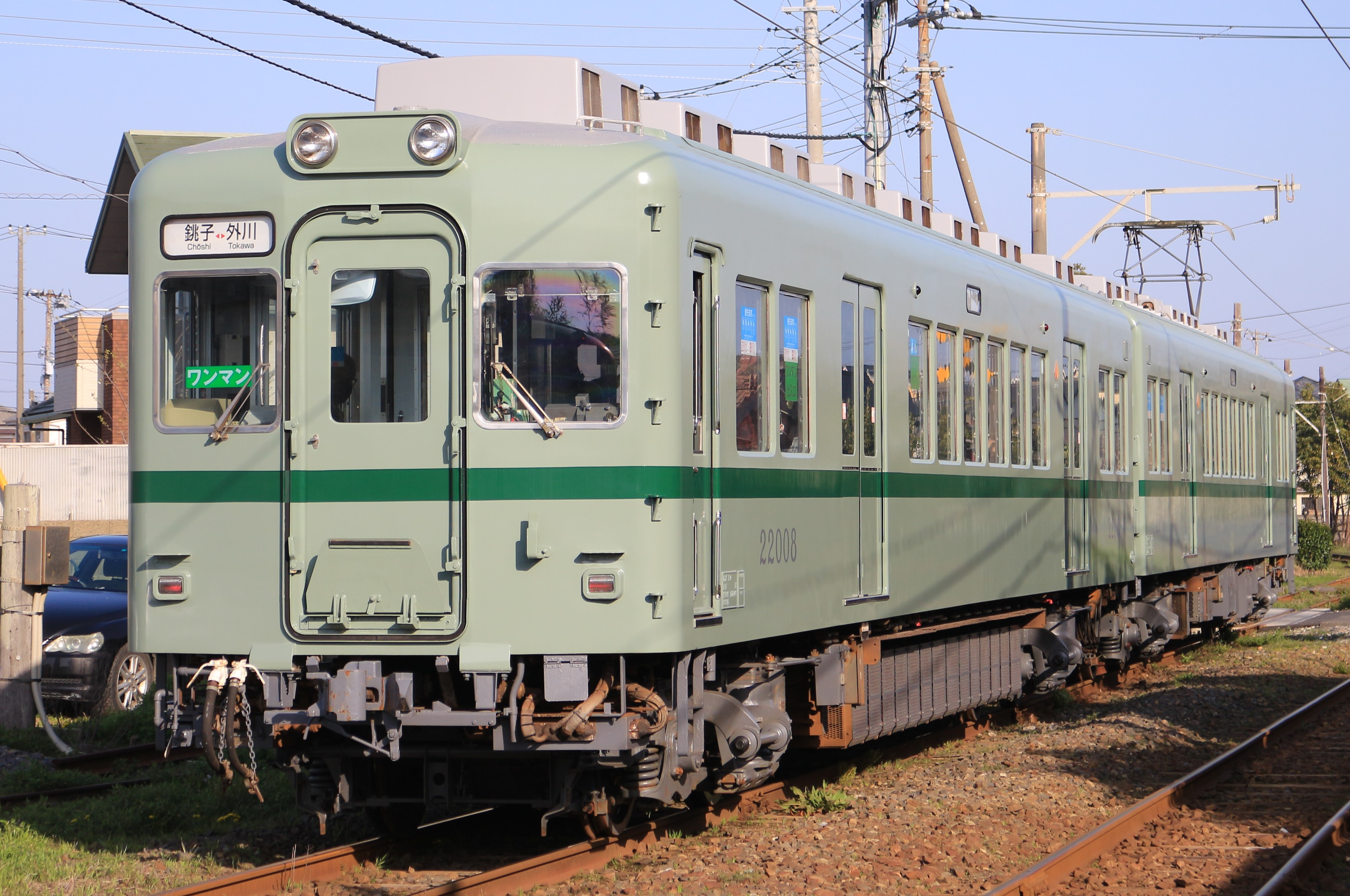
22000形22007編成、笠上黒生駅にて （2024年3月31日）

#### 電気機関車

##### デキ3形
デキ3
1922年（大正11年）にドイツのアルゲマイネ社（AEG、現在のエレクトロラックスおよびアルストムの一部）で製造された凸型電気機関車。1067mm軌間の電気機関車としては現存最小である。宇部地方の炭坑（沖ノ山炭坑）から1941年より銚子電鉄に移籍、ヤマサ醤油の工場へ原料塩などの材料を運んでいた（当初は客車も牽引していた）。その他にも仲ノ町車庫内での入換作業などで使用されたが、1984年に貨物営業廃止に伴い、営業運転から退いた。現在では有志により修理・点検がなされ、仲ノ町車庫で動態保存されており、有料で見学ができる。車籍は存置されているが、法定検査期限が切れていることと、制動装置が手ブレーキとコントローラーによる非常用発電制動のみでいずれも自車のみの作用であり、エアーブレーキによる貫通制動を持たないことから、本線運転に就くことができない。
2009年9月22日に旧塗装に塗り替えられた。また2012年4月4日に集電装置がビューゲルからトロリーポールに戻され、同時に再整備の上、4月7・8日のイベントでお披露目された。2013年には再び黒一色に戻っている。

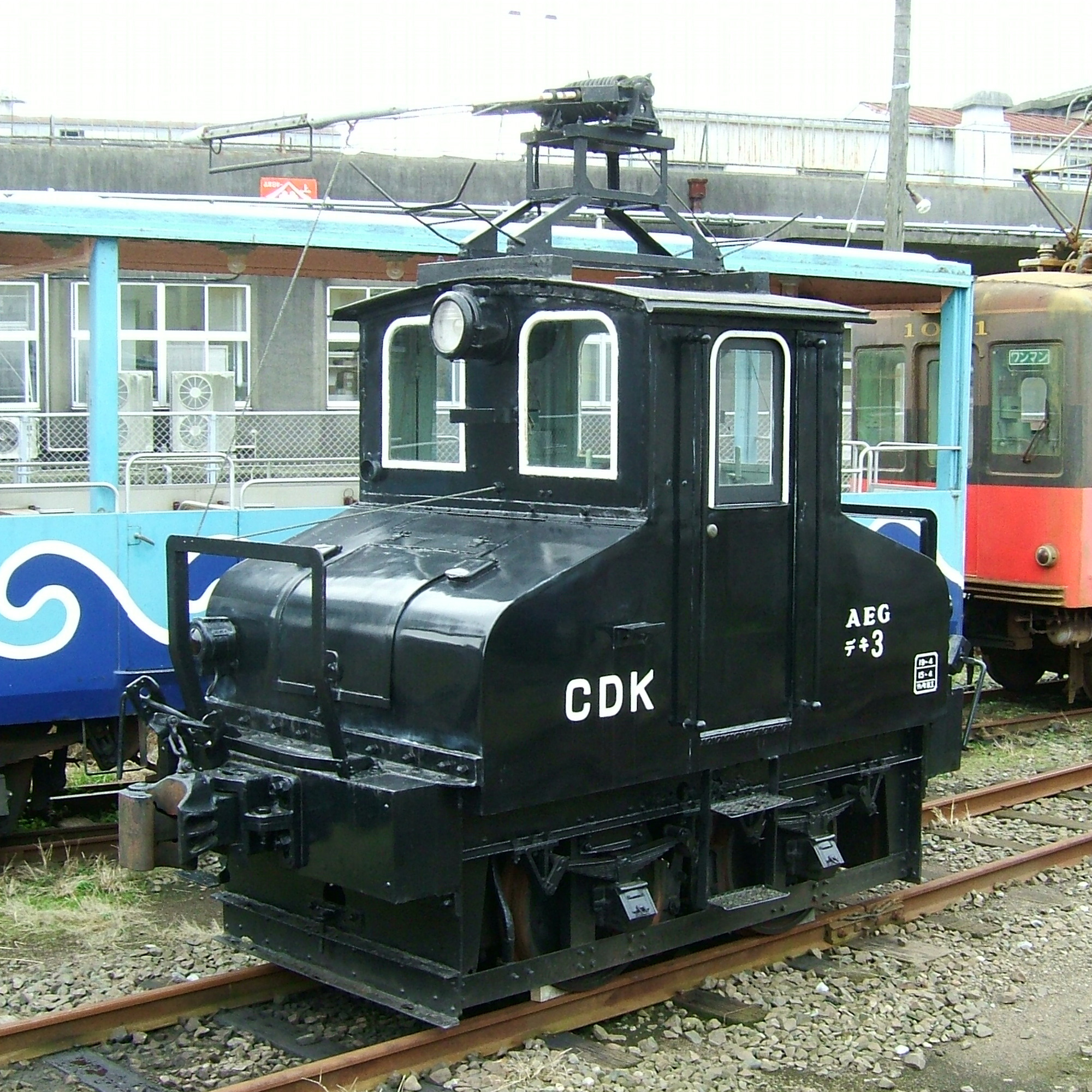
デキ3 （2006年12月14日）
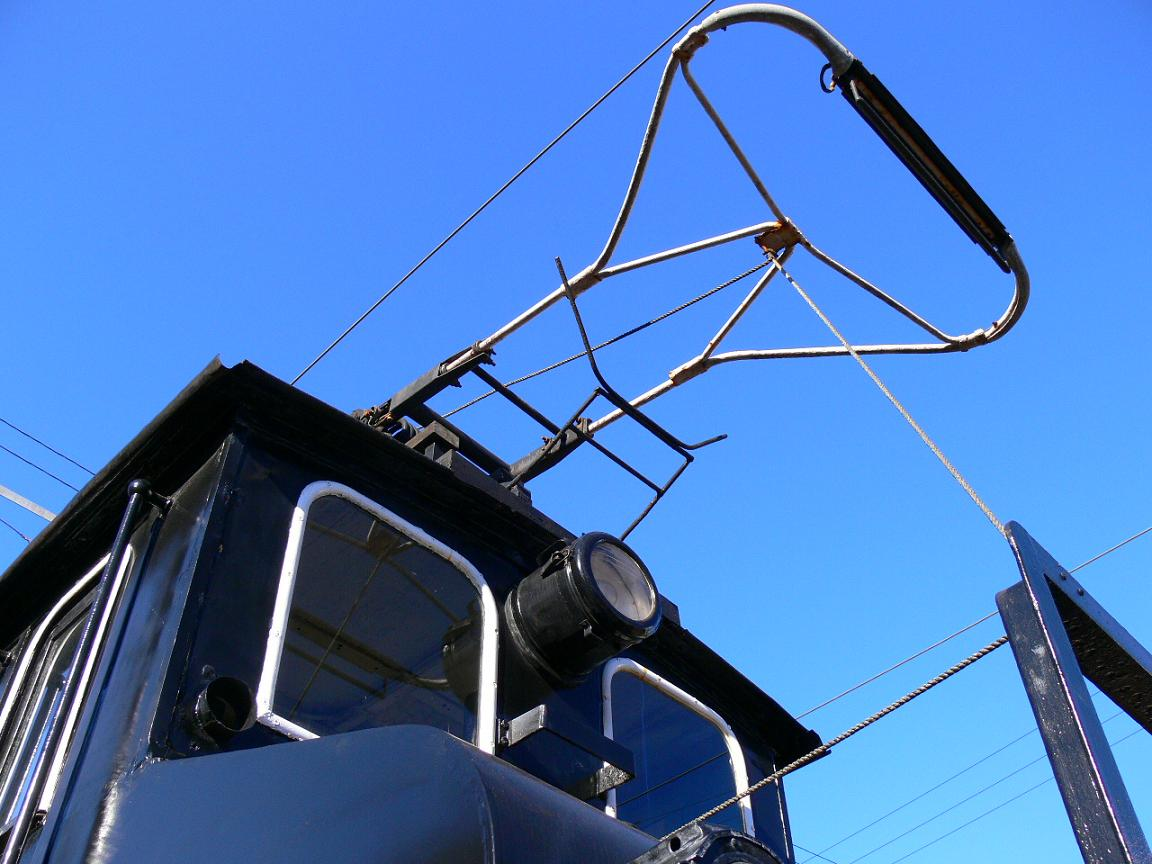
デキ3に備わる集電装置のビューゲル （2007年1月11日）
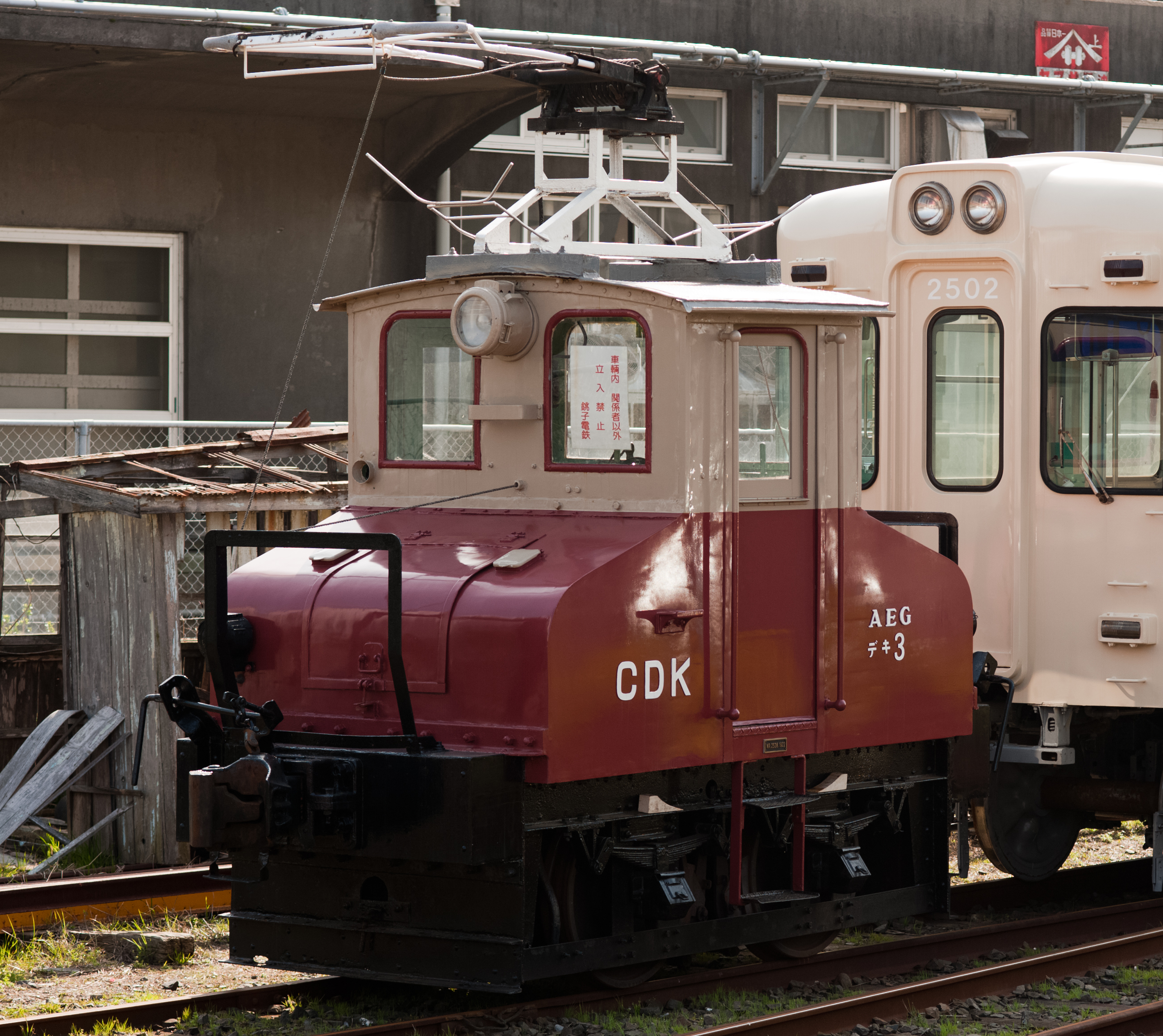
旧塗装に塗り替えられたデキ3 （2010年3月20日 仲ノ町駅）

### 過去の車両

#### 電車

##### デハ1形
デハ1-3

電化にあたり木製電動客車3両を伊那電気鉄道より譲り受けた。1917年（大正6年）汽車製造製、定員44人。

##### デハ100形
デハ101
1939年・日本鉄道自動車工業製で当初はホデハ101を名乗り、11m木造車体・直接制御の小型ながら銚子電鉄初のボギー車であった。台車は下野電気鉄道（後の東武鬼怒川線・矢板線）が1926年に雨宮製作所で製造、その後間もない1929年の改軌で余剰化した762mm軌間木造電車デハ103号発生品の雨宮式板台枠台車を1067mm規格に改造して流用。車体は1953年に日本鉄道自動車で半鋼製に更新された。当初ポール集電、のちビューゲル集電となった。デハ700形入線以降予備車となり、1999年の廃車後は笠上黒生駅で物置として使用されていたが、老朽化が激しく2009年9月に解体された。解体後、台車の一つは上毛電気鉄道に寄贈された後大胡駅に隣接した車両基地に保存され、もう一つは東武博物館で保存された。前記NHK連続テレビ小説「澪つくし」の撮影にも使用され、撮影の際には登場当時の茶色に塗り替える話も持ち上がったが、塗装変更費用が高いためにやむなく側面に社章を入れた（時期設定は大正末期から終戦後の昭和までだったため、実際だと当時はポール集電だったこともあり「違和感がある」、「違う」といったNHKへの声が視聴者やファンから相次いでいたという）。貨車（自社でワフ1という木造貨車を所有していた）の牽引についていたこともある。

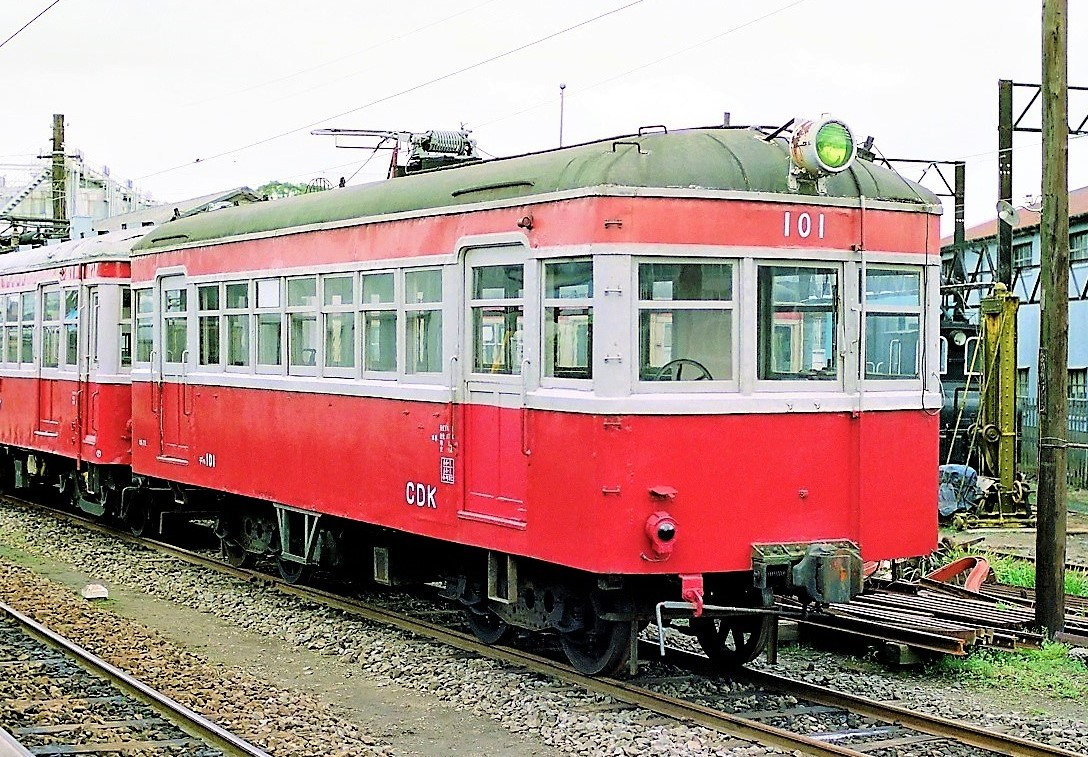
デハ101
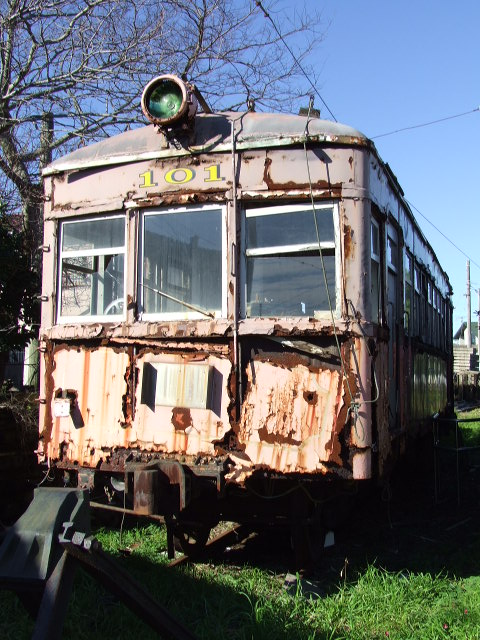
デハ101 （2006年12月27日 笠上黒生駅）

##### デハ200形
デハ201
京成電鉄モニ7の台枠と新造の木造車体、京成手持ち部品の機器を組み合わせた車両。晩年は外板に鋼板を貼付けた「ニセスチールカー」となっていた。デハ700形の入線により1979年廃車。

##### デハ300形
デハ301
元、日本国有鉄道モハ115で、JR鶴見線の前身鶴見臨港鉄道からの買収車。ドアエンジンは電磁弁を介さず運転台から直接、空気コックの開閉で操作されるものであった。内野屋工務店傘下になる前はトロリーポール（後にビューゲル）集電であった。晩年は架線点検車としていたが、2008年末限りで廃車となり、2000形導入準備のためデハ100形に続いて2009年10月に解体されている。この車両が解体されたことにより、現存する鶴見臨港鉄道自社発注の車両は皆無となった。

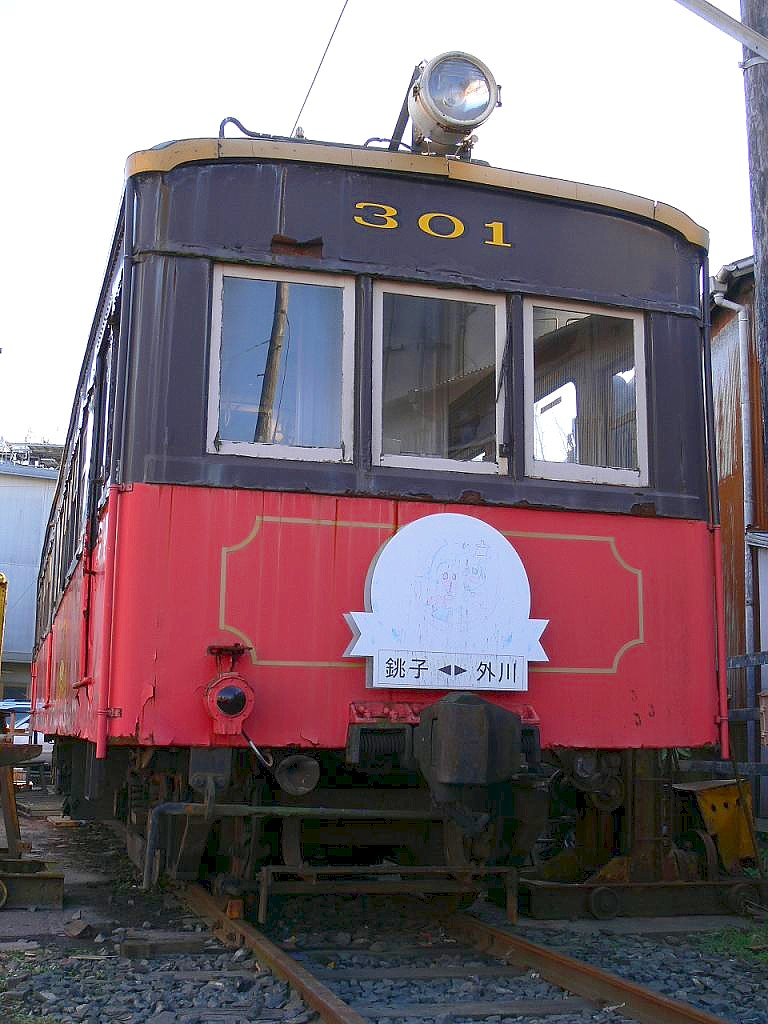
デハ301 （2007年1月11日 仲ノ町駅）

##### デハ500形
デハ501

この車両も日本鉄道自動車製。元近江鉄道クハ23（2代）→上田丸子電鉄（現・上田電鉄）モハ2321。銚電初の間接制御車・パンタグラフ集電・蛍光灯照明・暖房装備車。前面は銚子寄りが非貫通形、外川寄りが貫通形。パンタグラフは外川寄りにあった。入線当初はアイボリーに窓回りと雨樋が朱色という塗色であったが他車に波及はせず、その後まもなくデハ201に塗られた西武赤電色に類似したベージュとローズピンクが1990年までの銚電標準色となった。全長12m弱の車体の割に4個モーターのため消費電力が大きかったためかデハ800形入線以降は予備車となり、後述のトロッコ車両ユ101を牽引する夏季か、在籍車総出となる元日朝に使用される程度であった。1999年の廃車以降は犬吠駅で車体の外川寄り3分の2が、元相鉄モニ2022の車体とともに、当初は直営のレストラン、2007年1月現在はNPO運営の喫茶店として使用されていた。2010年8月現在諸事情により休業中であったが、2012年7月下旬にモニ2022とともに解体処分された。

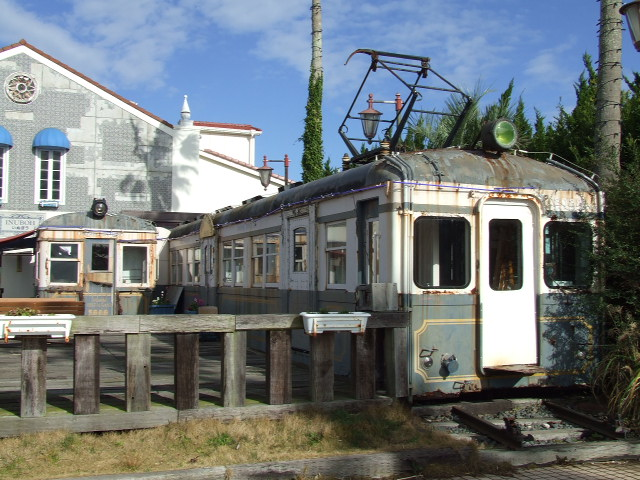
デハ501（左奥） （2006年12月27日 犬吠駅前）

##### デハ700形
デハ701・デハ702

1928年に川崎造船所で製造された近江鉄道の電動貨車デユワ101形を1941年に日本鉄道自動車で鋼体化したモハ51形51・52を、1978年に譲り受けたもの。
デハ702は、2010年1月23日に、さよなら運転を行って営業運転を終えた。なお、デハ701のさよなら運転は当初2010年3月下旬に行われる予定であったが、諸般の事情により同年9月23日に行われて営業運転を終え、2011年秋には千葉県いすみ市にある「ポッポの丘」に2両とも移された。

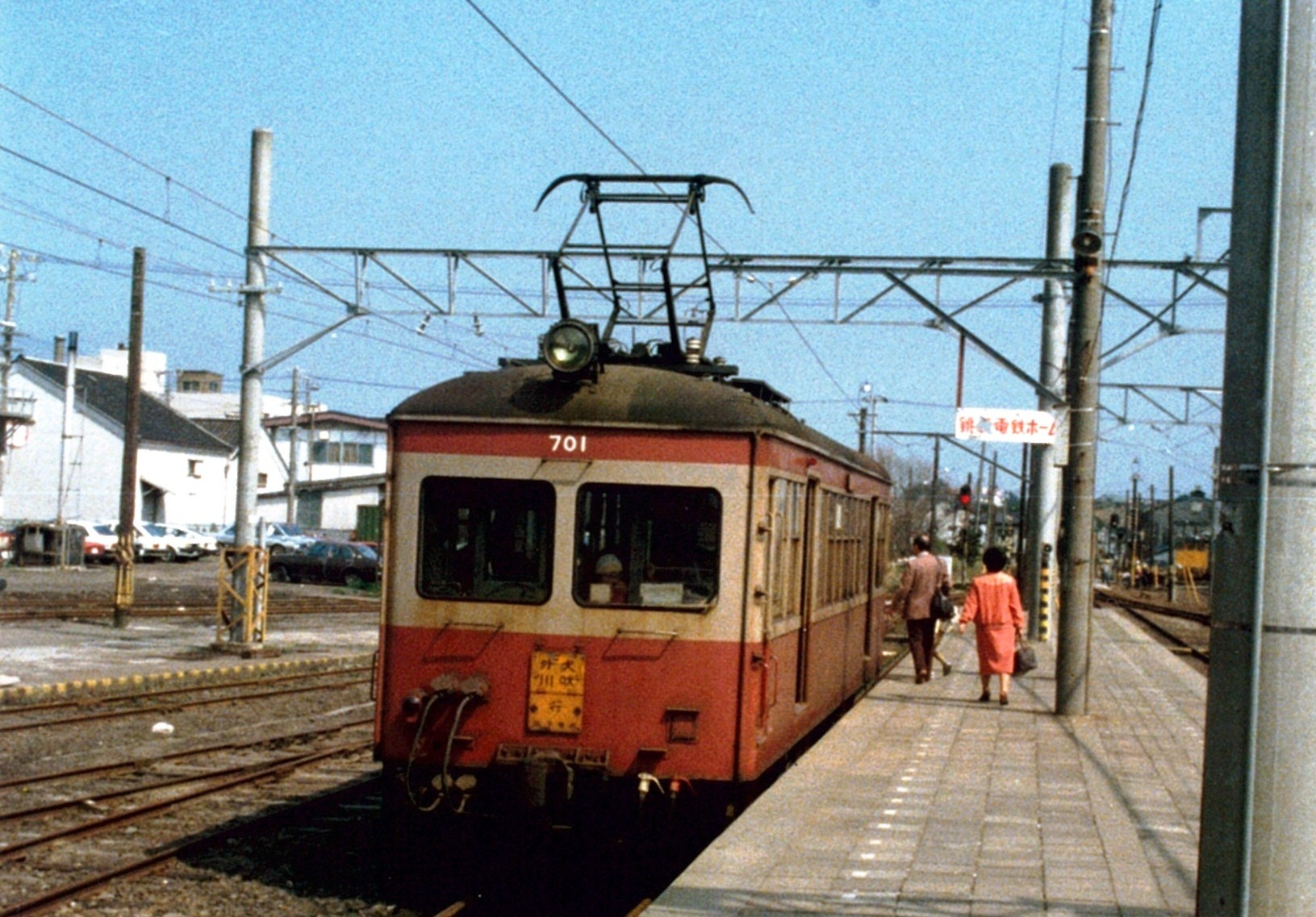
デハ701 （1983年4月2日 銚子駅）
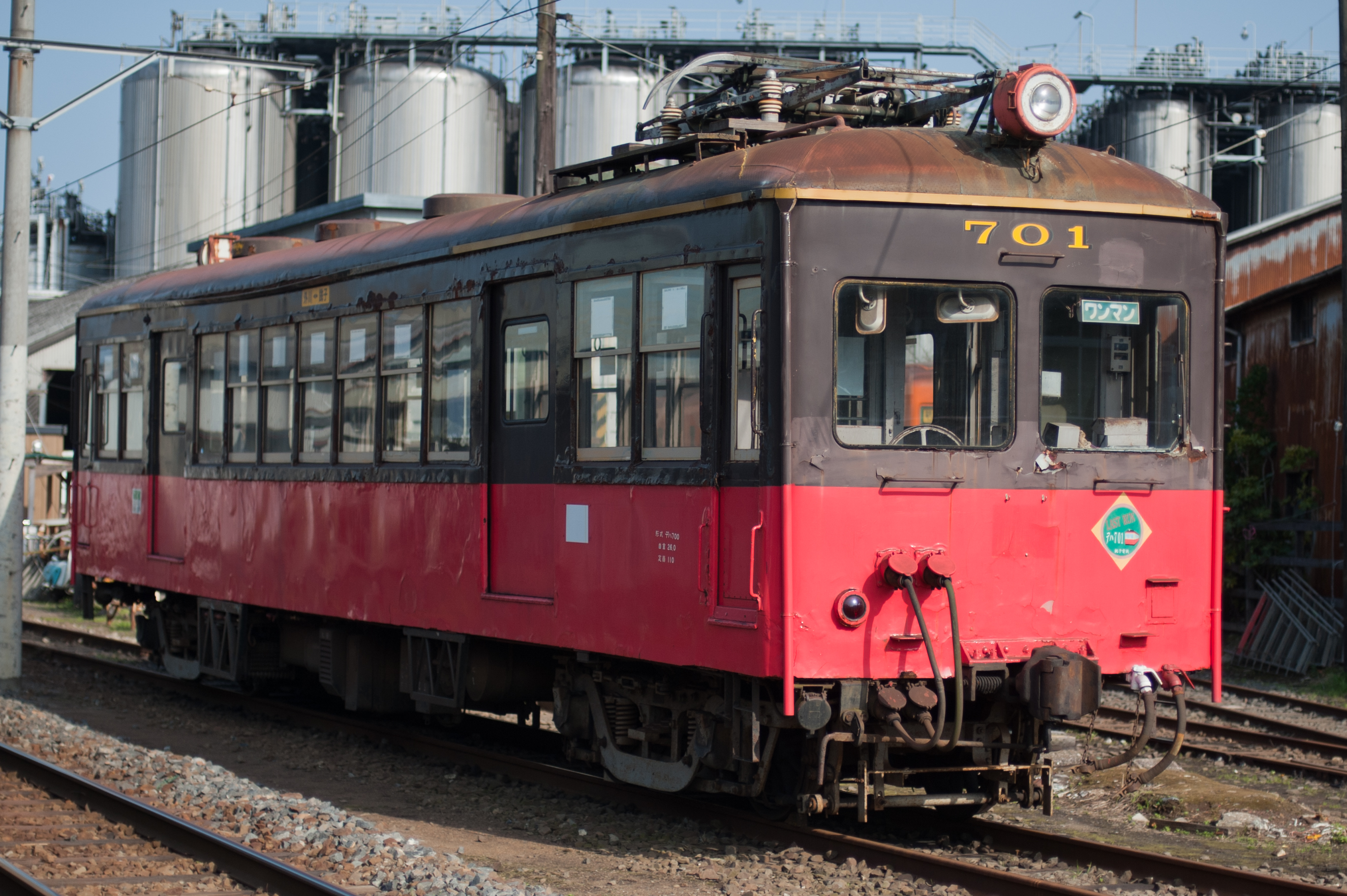
デハ701 （2010年3月20日 仲ノ町駅）
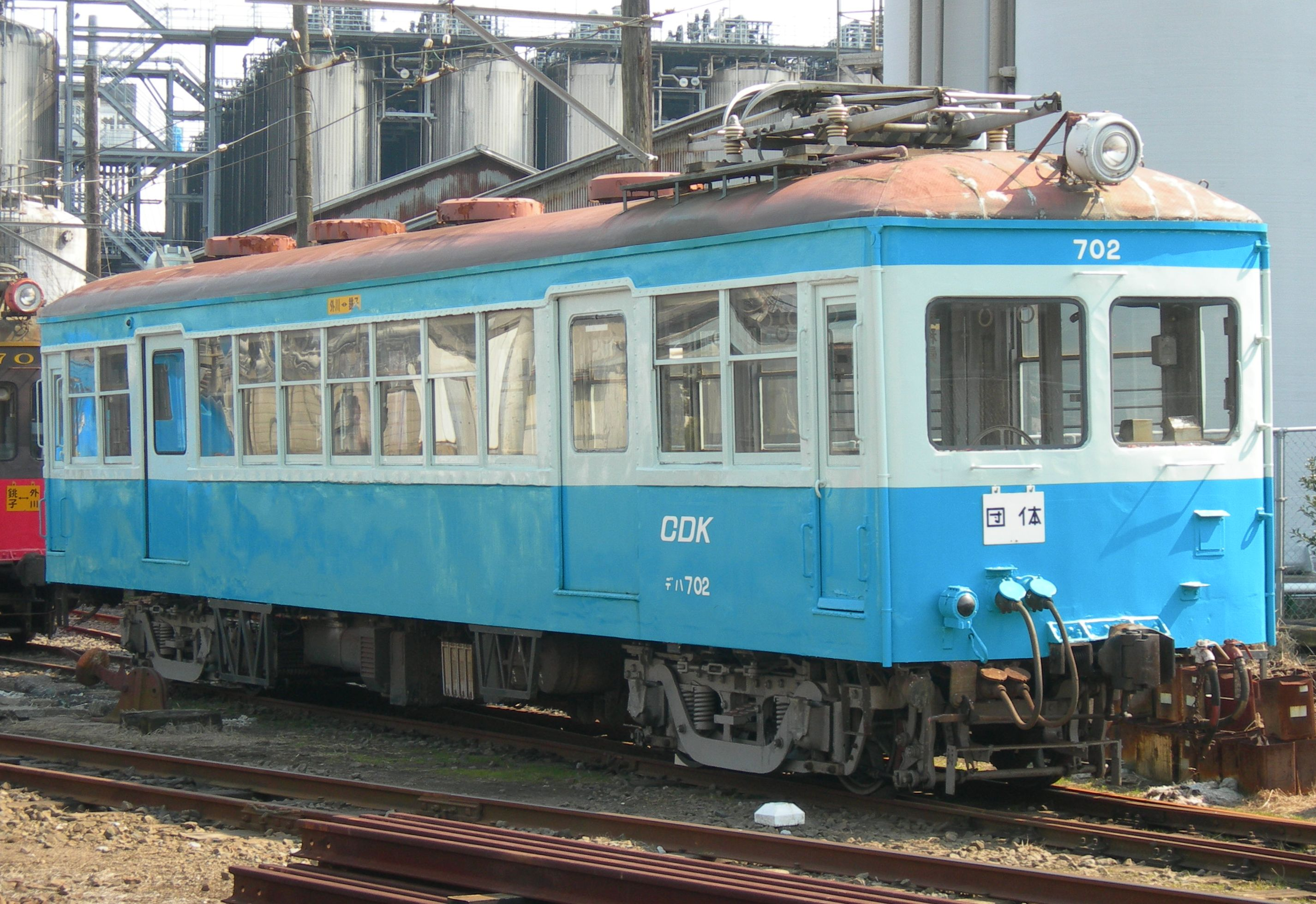
デハ702 銚子駅側 （2008年3月1日 仲ノ町駅）

##### デハ800形
デハ801
元は1950年に製造された伊予鉄道クハ400形405→モハ100形106。銚子電鉄には1985年に譲渡された。伊予鉄道時代に片運転台化・両運転台化の両方の改造を受けており、前面形状が銚子寄りは3枚窓非貫通形、外川寄りは3枚窓貫通形（ただし、貫通扉は固定されているため実質的に非貫通形）となっている。パンタグラフは既設運転台側の銚子寄りにある。なお、デハ801のさよなら運転は、当初、2010年3月下旬に行われる予定であったが、諸般の事情により同年9月23日に行われ営業運転を終えた。2019年4月現在、同車は外川駅の留置線に保存され、見学ができる。

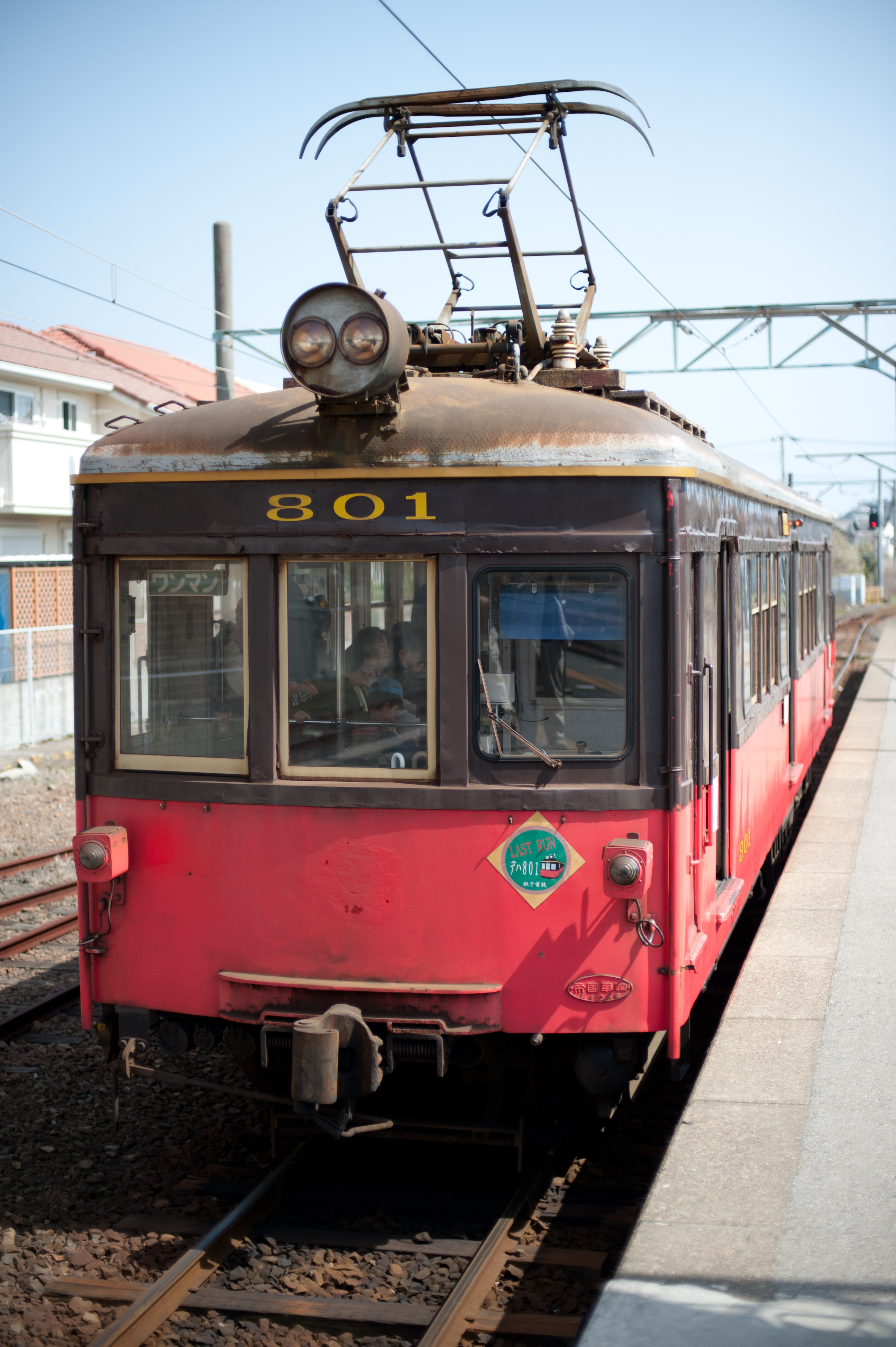
現役時代のデハ801 （2010年3月20日 銚子駅）
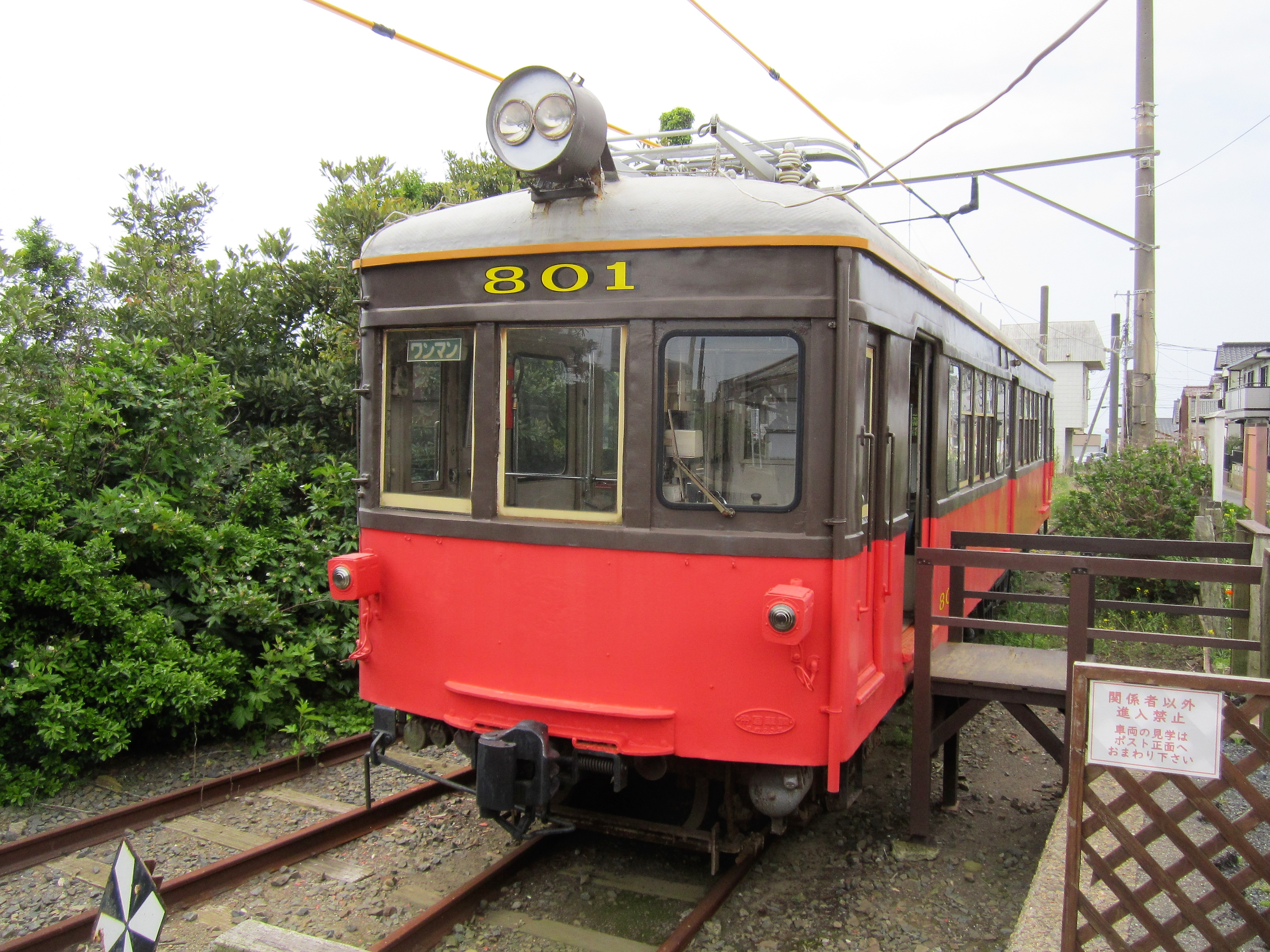
保存されているデハ801 （2019年4月21日 外川駅）
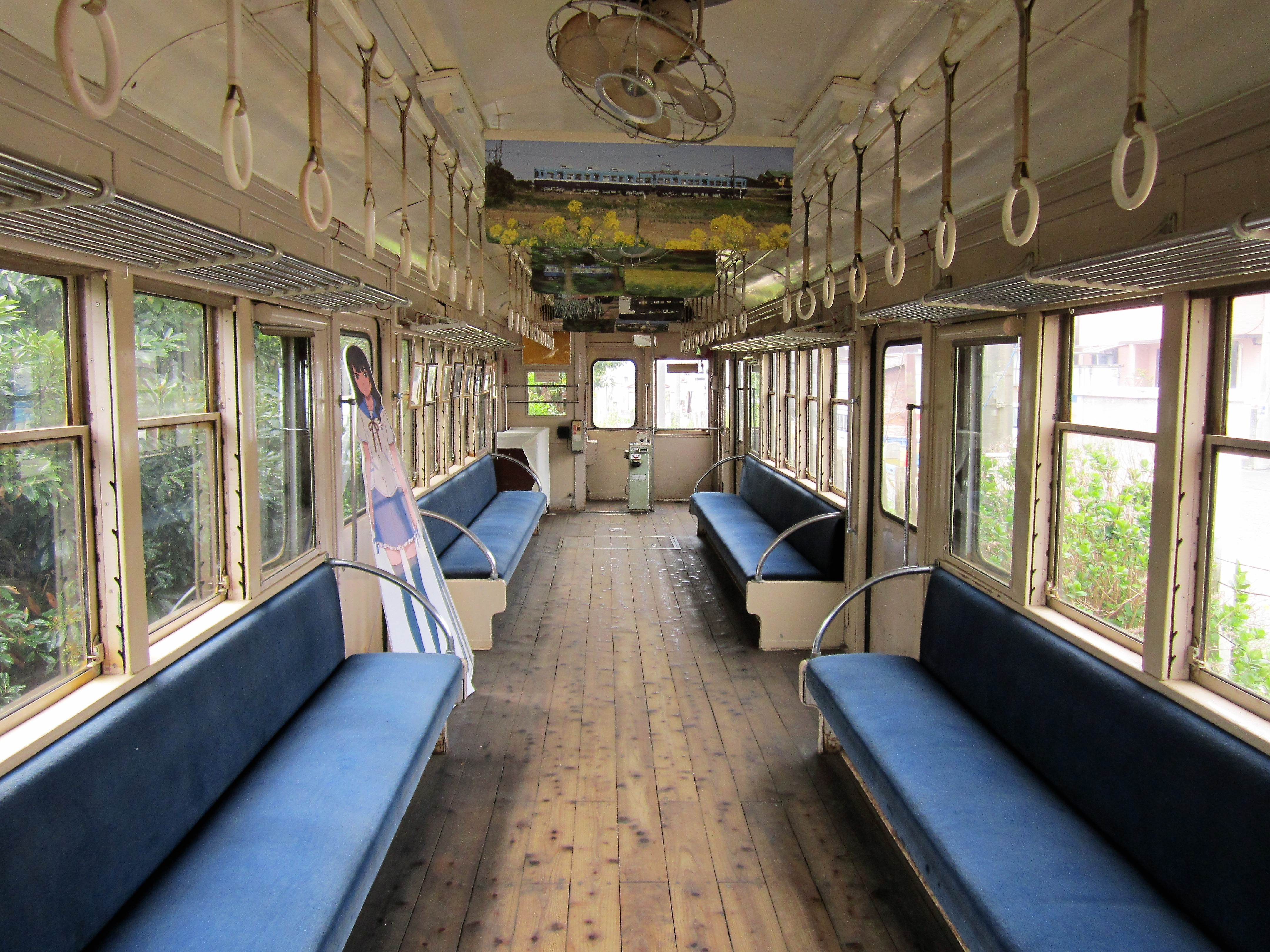
デハ801の車内（保存後）

##### デハ1000形
デハ1001・デハ1002
日立電鉄に譲渡される予定だった営団地下鉄2000形のうち、同社の計画見直しで譲渡が中止された2046, 2040の車体に同形2033, 2039の運転台を組み合わせて両運転台化し、営団地下鉄1500形電車（2代）と営団地下鉄3000系の機器・パンタグラフ・富士急行モハ5700形（元小田急2200形）の台車の取り付けを行ったもの。デハ800形同様、前面貫通扉は固定されている。パンタグラフは増設運転台側の外川寄りにある。
当形式は現役末期には2両連結して運行されることもあったが、単行運転を前提とした設計のため車両に総括制御装置がなく、連結運転時は運転士がそれぞれの運転台に乗り込み、汽笛などを合図に同時に操作を行っていた。普段は密着連結器に自動連結器アダプターをつけていたが、併結運転の際はアダプターを外し、密着連結器同士で連結していた。
デハ1001は2007年4月26日から、ハドソンの支援を受けゲーム『桃太郎電鉄』シリーズ20周年記念のラッピング車両となった。当初3年間の予定であったが、2010年4月8日に継続実施が発表され、2012年5月16日まで続いた。そして整備とともに塗り替えが行われ、今度は山吹色の銀座線カラーに塗装変更され、2012年8月11日のイベントで初公開された。この銀座線塗装は一般向けに募ったアンケートで最も多かった意見として採用されたものだが、末期の1色塗りである。また方向幕にはイベント用として「渋谷」「上野」「浅草」がコマに入っていた。2016年に引退記念で屋根の鉛丹塗装が復活し、2月28日のさよなら運転「〜昭和の名車 ありがとう〜おつかれさま デハ1001 イベント」をもって営業運転を終了した。2016年3月24日現在、デハ1001は松戸市にある私設博物館昭和の杜博物館にて保存されている（移送の都合で車体を2分割にして搬送したのち、現地で結合）。
デハ1002は小学館の支援を受け漫画『鉄子の旅』の原作者菊池直恵考案の特別塗装に変更されたがこの塗装は2011年9月で終了し、その後赤い車体に白帯の丸ノ内線カラーに塗装変更され、2011年11月26日から営業運転に復帰した。方向幕もかつての「方南町⇔中野坂上」を模した「銚子⇔外川」とされ、さらにイベント用として「方南町⇔中野坂上」「中野富士見町」がコマに入れられた。2015年1月10日のさよなら運転「ありがとうデハ1002号」を最後に営業運転を終了した。その後は事業用車両として、仲ノ町車庫での入換等に用いられていたが、2024年12月25日に茨城県の鉄道車両保管・修復施設「首都圏電車区」へ陸送された。同車は今後、銀座線時代のカラーに再塗装される予定である。

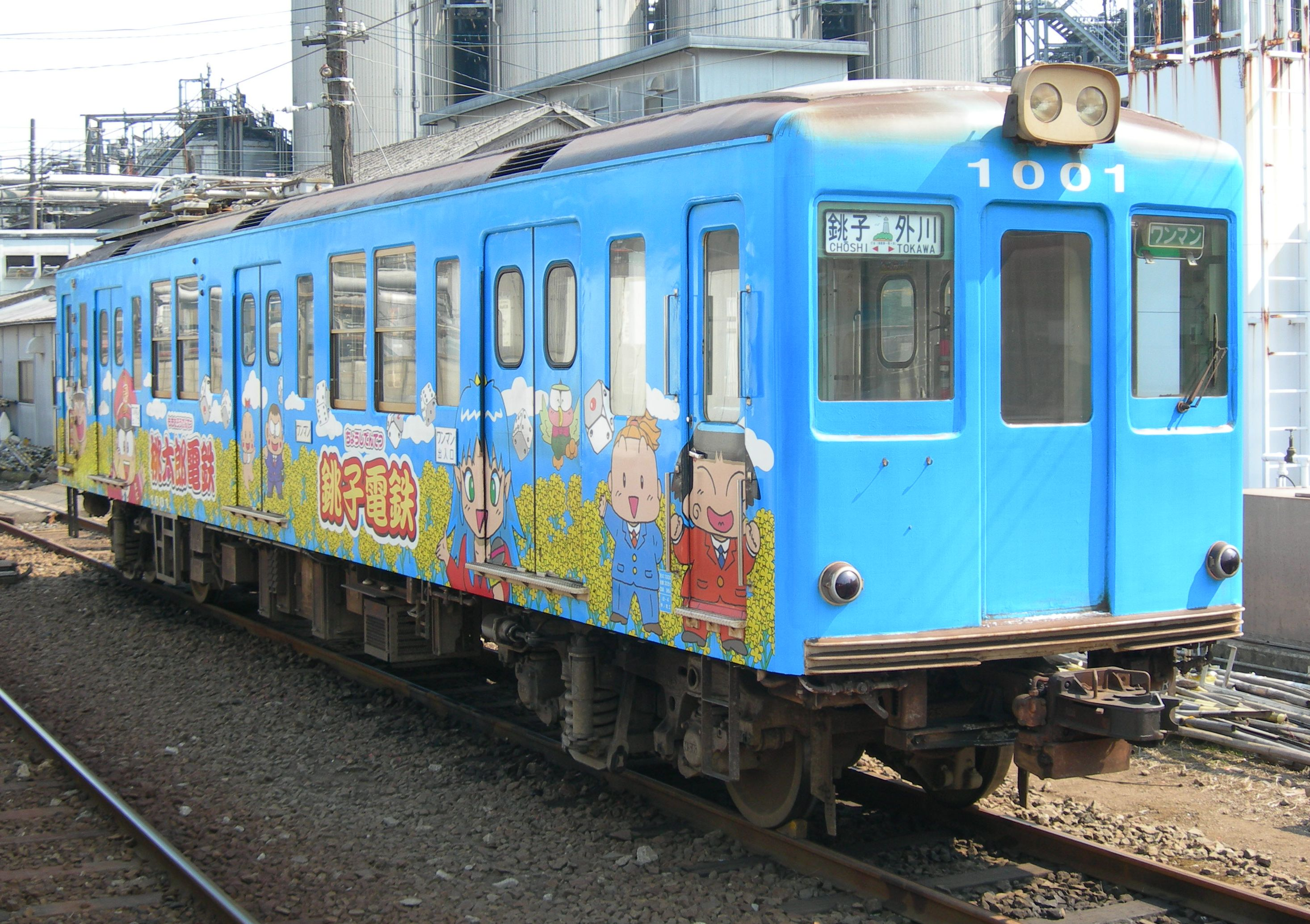
桃太郎電鉄ラッピング車となったデハ1001 （2008年3月1日 仲ノ町駅）
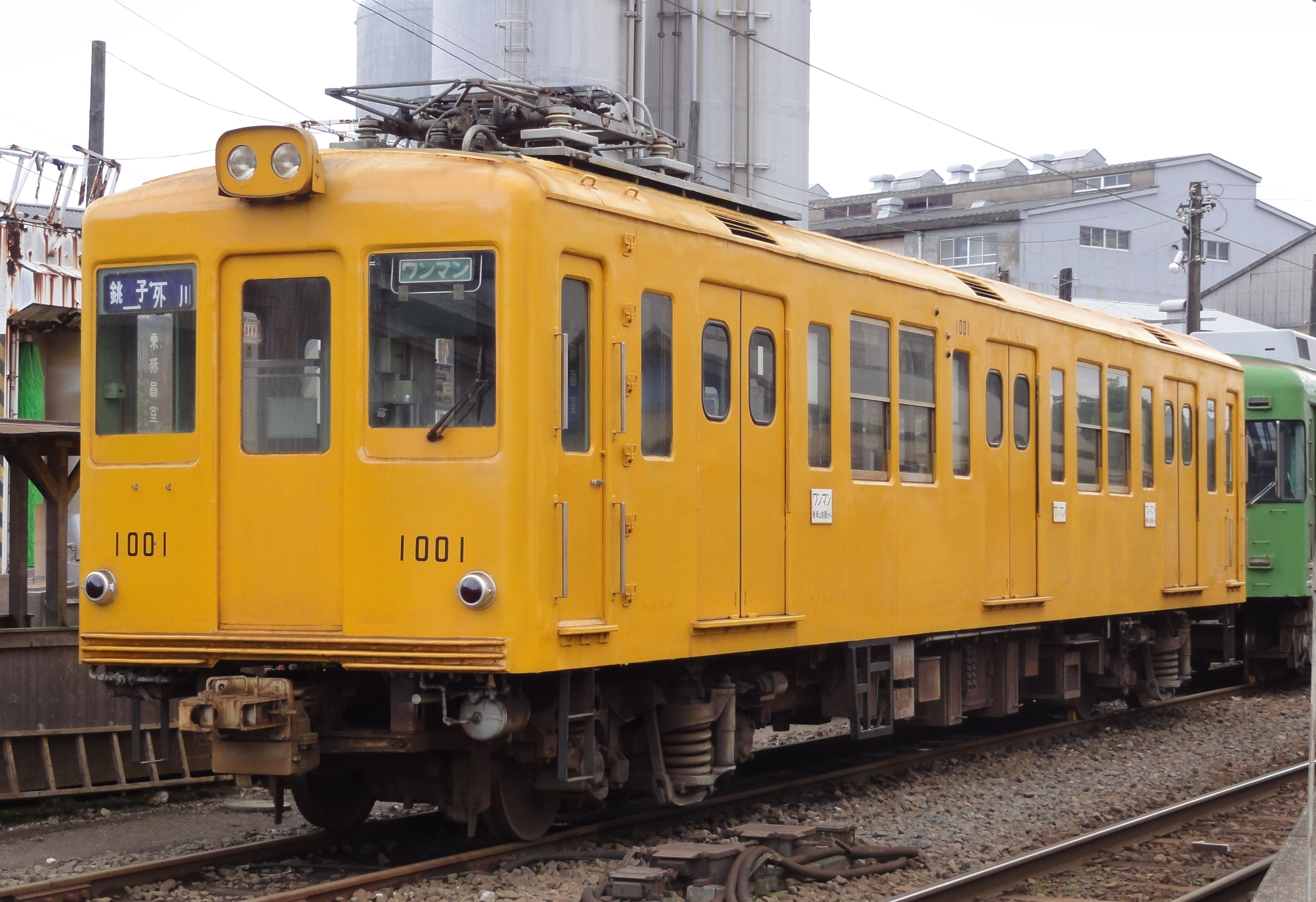
銀座線カラーに変更されたデハ1001 （2012年12月29日 仲ノ町駅）
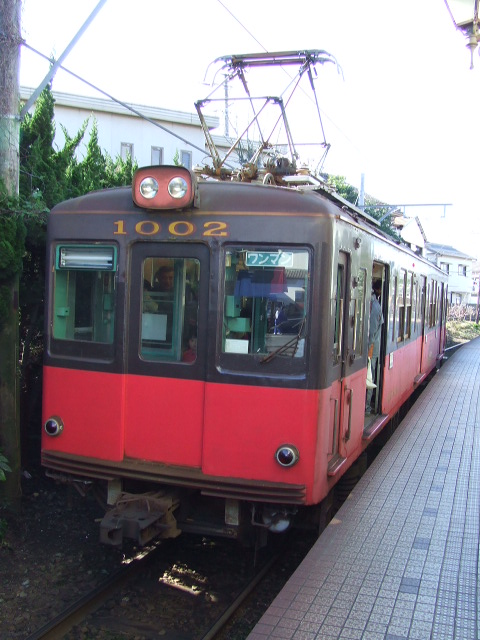
デハ1002 （2006年12月27日）
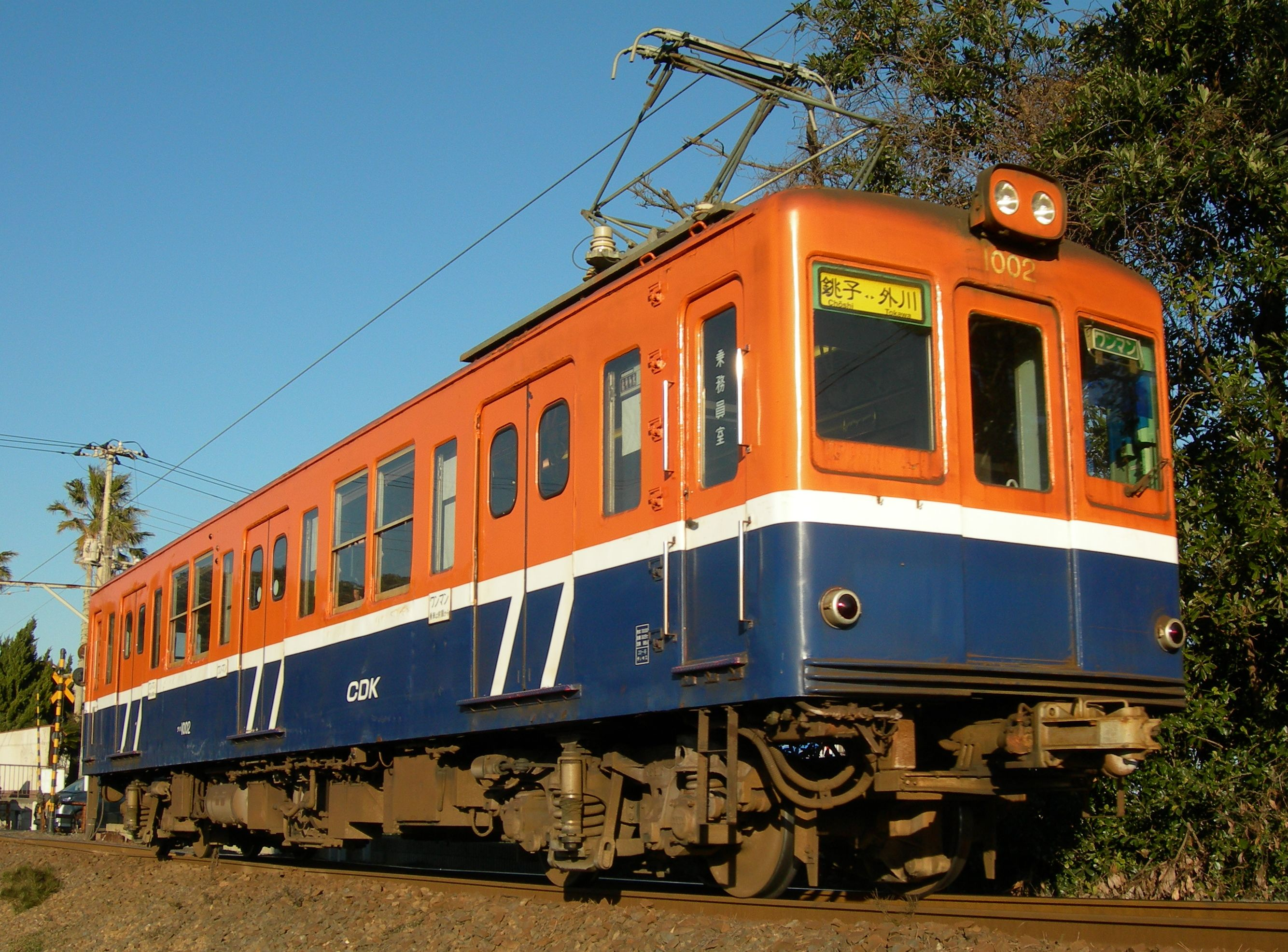
デハ1002 鉄子塗装 （2010年3月20日 犬吠駅付近）
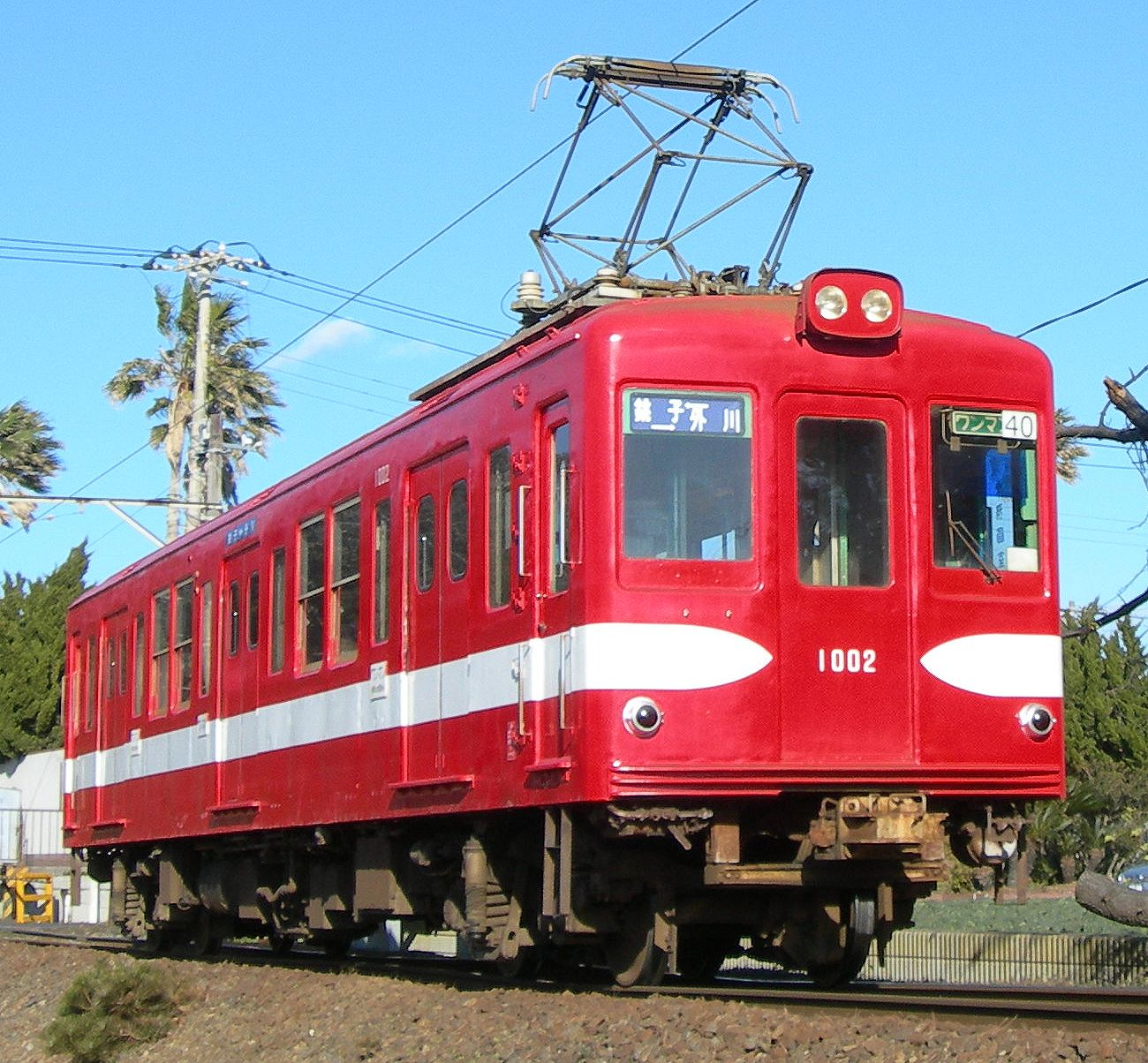
丸ノ内線カラーに変更されたデハ1002 （2012年1月5日 犬吠駅付近）

#### 客車

##### ハフ1形
ハフ1・ハフ2
銚子鉄道が開業した1923年に雨宮製作所で新造された木造2軸の荷物合造緩急客車ハニ1・2が前身。当初はダブルルーフの屋根で、車体の一部が荷物室だった。1939年に台枠を流用し、日本鉄道自動車で半木製車体に載せかえられてハフ1・2になり、荷物室はなくなった。機関車に牽引されていたこともあれば、電車に牽引されていたこともある。1978年に老朽化とデハ700形導入のため廃車解体。

##### ユ101
ユ101
国鉄ワム80000形貨車を国鉄大宮工場新小岩車両センターで1985年に改造したトロッコ客車。銚子を舞台にしたNHKの連続テレビ小説「澪つくし」にちなみ「澪つくし号」の愛称を持つ（澪つくしで主演を務めた沢口靖子が名付けた）。記号の「ユ」は「遊覧」客車のユ。番号の「101」はその「澪つくし」に頻繁に登場したデハ101（前記）から。1985年8月の登場以来、2006年まで休日や夏休み時期を中心に、当初は電動機出力に余裕のあるデハ501、末期はデハ801・デハ1001・デハ1002のいずれかによって牽引されていたが、2007年以降は保安基準など諸々の事情により休車となり、笠上黒生駅に留置されている。しかし状態が悪く、修繕が難しいため、2012年3月31日に廃車となったが、2025年8月現在も笠上黒生駅にほぼ放置状態で留置されている。

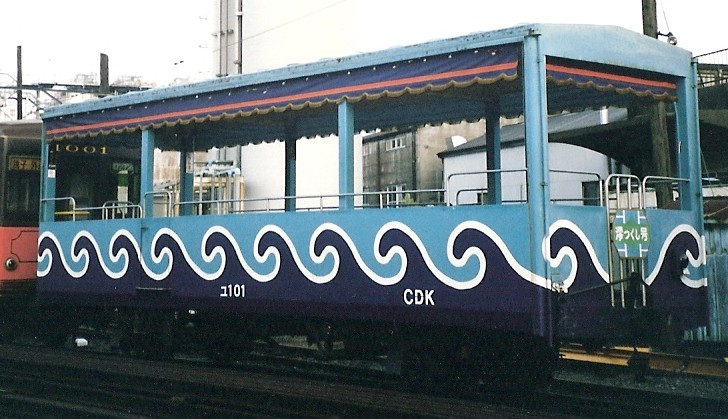
ユ101（2006年）
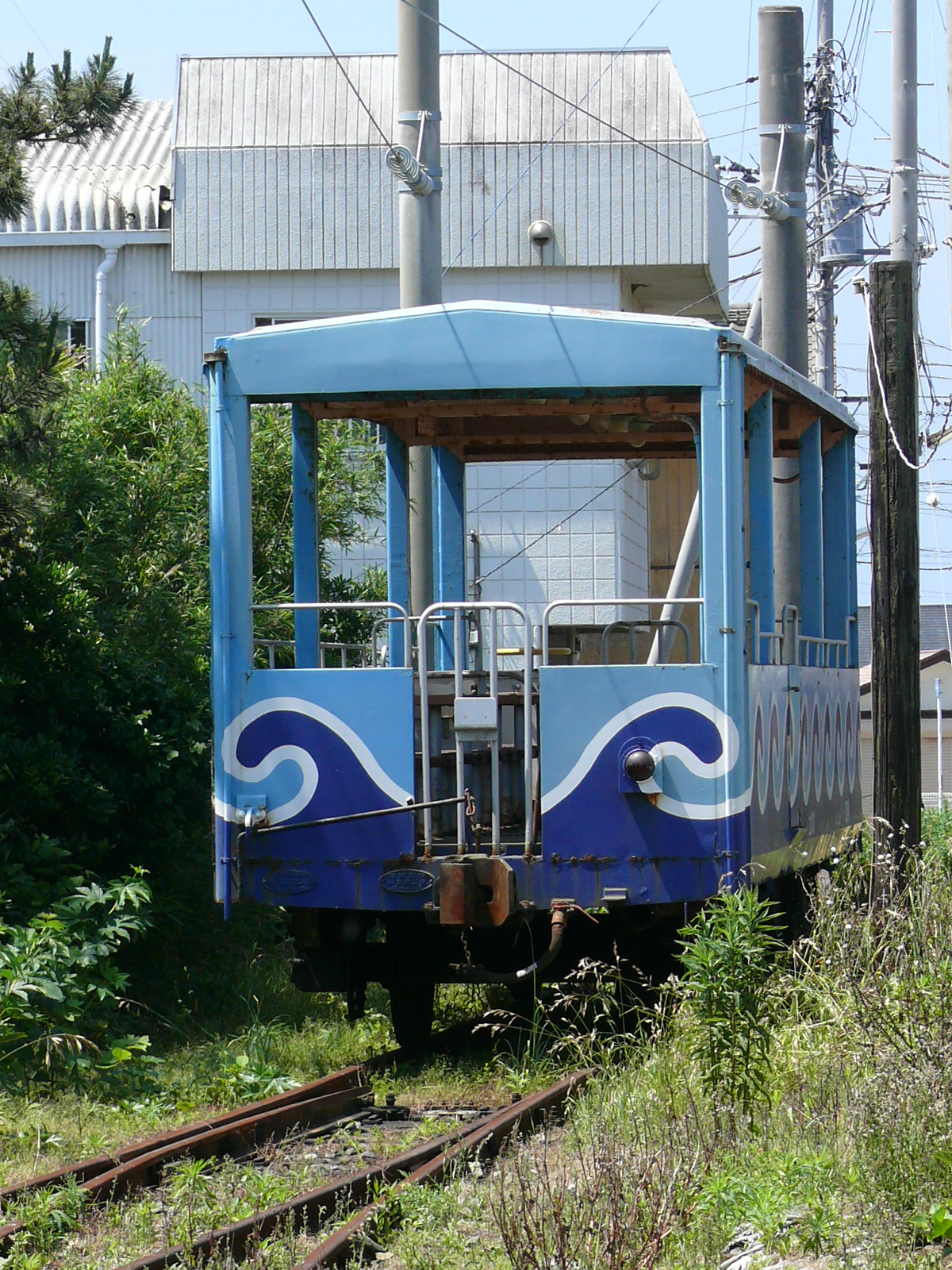
ユ101の銚子方の妻面（2007年1月11日 外川駅）

#### 蒸気機関車

##### 1050形
1051
タンク式蒸気機関車。元は中越鉄道の機関車で開業時から使用されており国有化後に払下げを受けた。1926年より1937年まで在籍していたが多客時に年に数回動く程度であったという。同形機の1052が富山県砺波市の砺波チューリップ公園に保存されている。詳細は「国鉄1100形蒸気機関車#中越鉄道」を参照

## 施設
変電所は当初は仲ノ町駅構内にあった。回転変流器（出力100kW）1台であったが1935年廃線となった塩原電車から回転変流器（出力200kW）を移設し増強。さらに戦後は蒲原鉄道より購入した電動発電機（出力125kW）2台に置き換えた。やがて老朽化により1965年1月に故障し1か月運転休止する事故が発生した。ようやく1977年6月になり笠上黒生駅構内にシリコン整流器（出力300kW）を設置した変電所を新設した。